# Saint-Jean-de-Maurienne
Pour les articles homonymes, voir Saint-Jean.
Saint-Jean-de-Maurienne (prononcé [sɛ̃ ʒɑ̃ d(ə) mɔ.ˈʁjɛn]) est une commune française située dans le département de la Savoie, en région Auvergne-Rhône-Alpes.

## Géographie

### Localisation
Saint-Jean-de-Maurienne est installée dans un bassin constitué par la confluence de l'Arc, rivière, et de l'Arvan, qui descend de la vallée des Arves (col de la Croix-de-Fer). Elle est une sous-préfecture du département de la Savoie et la capitale historique de la vallée de la Maurienne.

### Communes limitrophes
Le territoire de la commune est limitrophe de ceux de 8 communes qui sont Saint-Julien-Montdenis, Jarrier, La Tour-en-Maurienne, Villargondran, Albiez-le-Jeune, Albiez-Montrond, Saint-Pancrace et Fontcouverte-la-Toussuire.
| Jarrier                   | La Tour-en-Maurienne             |                                              |
| Saint-Pancrace            | Saint-Jean-de-Maurienne          | Saint-Julien-Mont-Denis (par un quadripoint) |
| Fontcouverte-la-Toussuire | Albiez-Montrond, Albiez-le-Jeune | Villargondran                                |

Saint-Jean-de-Maurienne est au carrefour de plusieurs grandes villes : Albertville (59 km), Chambéry (72 km), Grenoble (103 km), Turin (137 km) et Lyon (174 km).

### Climat
Le climat y est de type montagnard en raison de la présence du Massif alpin.
La station météorologique de Météo-France installée sur la commune et en service de 1983 à 2020 permet de connaître l'évolution des indicateurs météorologiques. Le tableau détaillé pour la période 1981-2010 est présenté ci-après.
| Mois                                  | jan.             | fév.             | mars          | avril         | mai           | juin         | jui.          | août           | sep.          | oct.            | nov.            | déc.             | année      |
| ------------------------------------- | ---------------- | ---------------- | ------------- | ------------- | ------------- | ------------ | ------------- | -------------- | ------------- | --------------- | --------------- | ---------------- | ---------- |
| Température minimale moyenne (°C)     | −2,5             | −1,3             | 2             | 5,1           | 9,3           | 12,1         | 14,3          | 13,9           | 10,5          | 6,7             | 1,7             | −1,6             | 5,9        |
| Température moyenne (°C)              | 1,4              | 3,2              | 7,4           | 10,8          | 15,1          | 18           | 20,5          | 20             | 15,9          | 11,6            | 5,7             | 2                | 11         |
| Température maximale moyenne (°C)     | 5,2              | 7,7              | 12,8          | 16,5          | 20,9          | 23,9         | 26,7          | 26,1           | 21,4          | 16,5            | 9,7             | 5,6              | 16,1       |
| Record de froid (°C) date du record   | −18,2 06.01.1985 | −14,4 11.02.1986 | −10 01.03.05  | −4,7 08.04.03 | −0,2 06.05.19 | 1,2 01.06.06 | 6 04.07.1984  | 3,7 31.08.1989 | 1 26.09.02    | −3,9 30.10.1997 | −9,3 28.11.1985 | −13,2 25.12.1986 | −18,2 1985 |
| Record de chaleur (°C) date du record | 19,1 30.01.02    | 22,2 24.02.1990  | 25,8 24.03.01 | 30 29.04.03   | 33,2 25.05.09 | 37 30.06.03  | 39,5 07.07.15 | 39 13.08.03    | 32,1 04.09.05 | 29,9 26.10.06   | 23,9 25.11.06   | 21,1 16.12.1989  | 39,5 2015  |
| Précipitations (mm)                   | 86,6             | 82,3             | 73,1          | 65            | 72,3          | 70,9         | 60,1          | 73,1           | 64,7          | 76,4            | 81              | 83               | 888,5      |

## Urbanisme

### Typologie
Au 1er janvier 2024, Saint-Jean-de-Maurienne est catégorisée centre urbain intermédiaire, selon la nouvelle grille communale de densité à sept niveaux définie par l'Insee en 2022.
Elle appartient à l'unité urbaine de Saint-Jean-de-Maurienne, une agglomération intra-départementale regroupant quatre  communes, dont elle est ville-centre,,. Par ailleurs la commune fait partie de l'aire d'attraction de Saint-Jean-de-Maurienne, dont elle est la commune-centre,. Cette aire, qui regroupe 26 communes, est catégorisée dans les aires de moins de 50 000 habitants,.

### Occupation des sols
L'occupation des sols de la commune, telle qu'elle ressort de la base de données européenne d’occupation biophysique des sols Corine Land Cover (CLC), est marquée par l'importance des forêts et milieux semi-naturels (45,4 % en 2018), en augmentation par rapport à 1990 (44 %). La répartition détaillée en 2018 est la suivante : 
forêts (28,5 %), zones urbanisées (20,9 %), zones industrielles ou commerciales et réseaux de communication (15,9 %), prairies (13,1 %), espaces ouverts, sans ou avec peu de végétation (9,5 %), milieux à végétation arbustive et/ou herbacée (7,5 %), mines, décharges et chantiers (4,1 %), zones agricoles hétérogènes (0,6 %).
L'IGN met par ailleurs à disposition un outil en ligne permettant de comparer l’évolution dans le temps de l’occupation des sols de la commune (ou de territoires à des échelles différentes). Plusieurs époques sont accessibles sous forme de cartes ou photos aériennes : la carte de Cassini (XVIIIe siècle), la carte d'état-major (1820-1866) et la période actuelle (1950 à aujourd'hui).

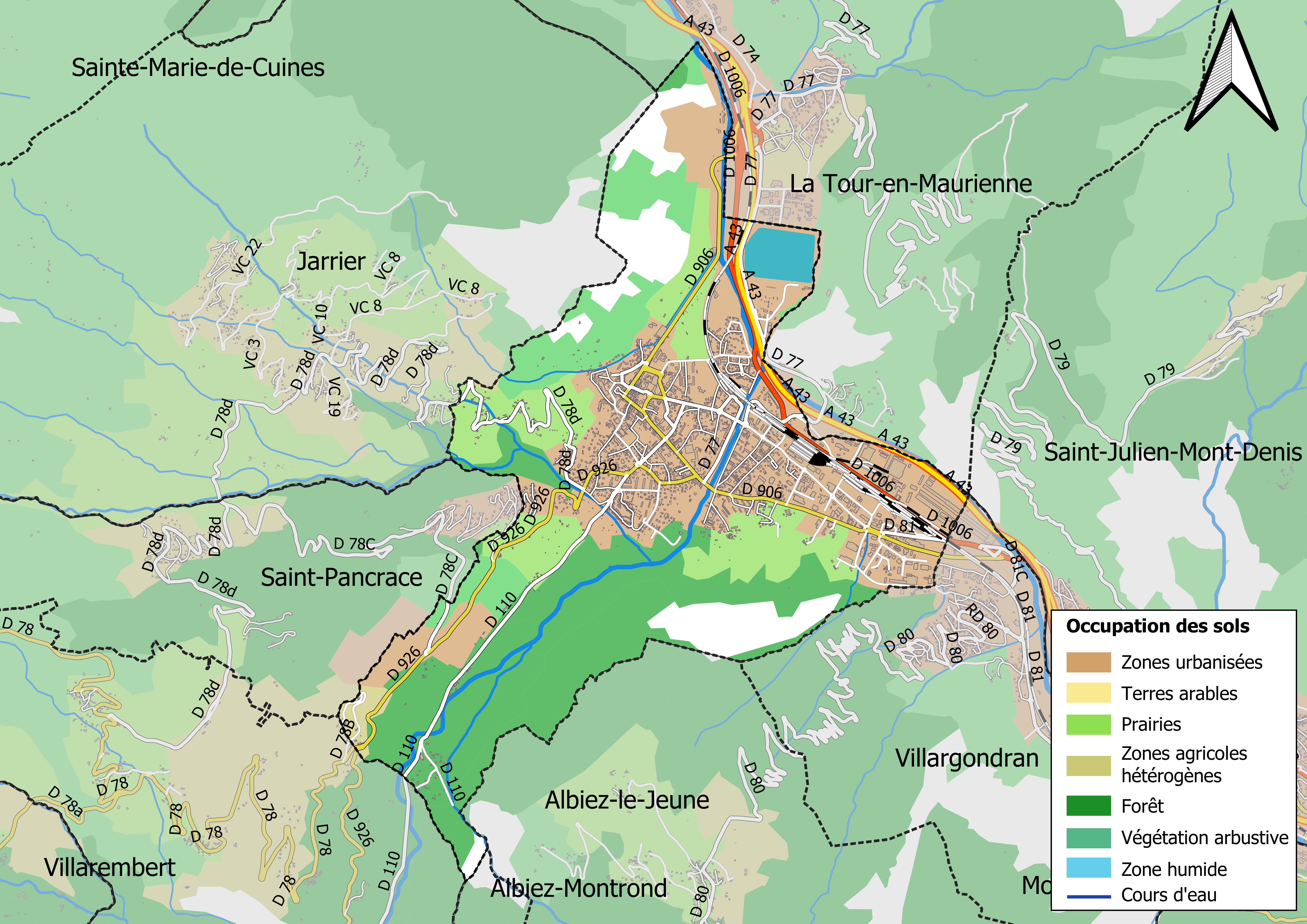
Carte des infrastructures et de l'occupation des sols en 2018 (CLC) de la commune.
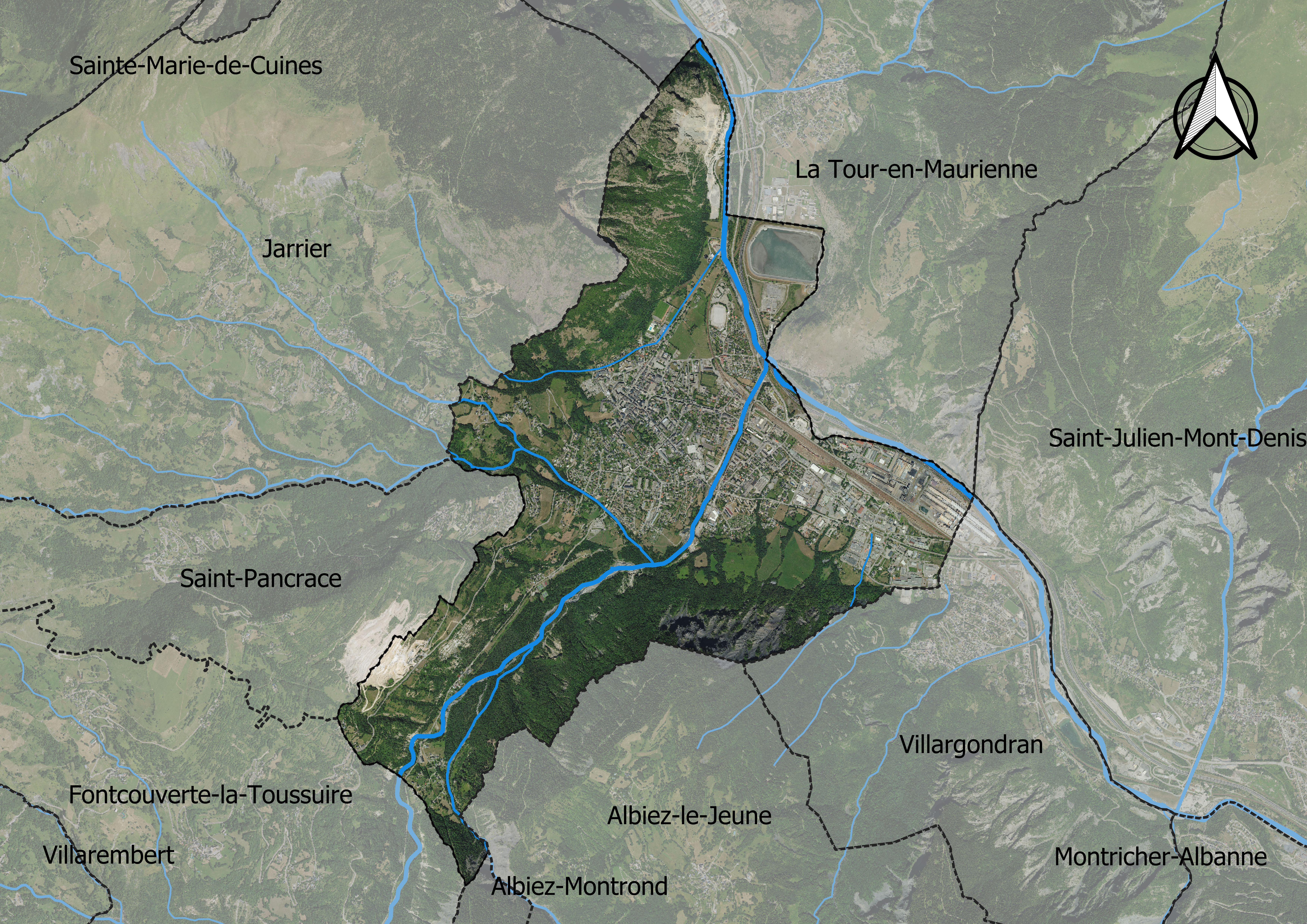
Carte orthophotogrammétrique de la commune.

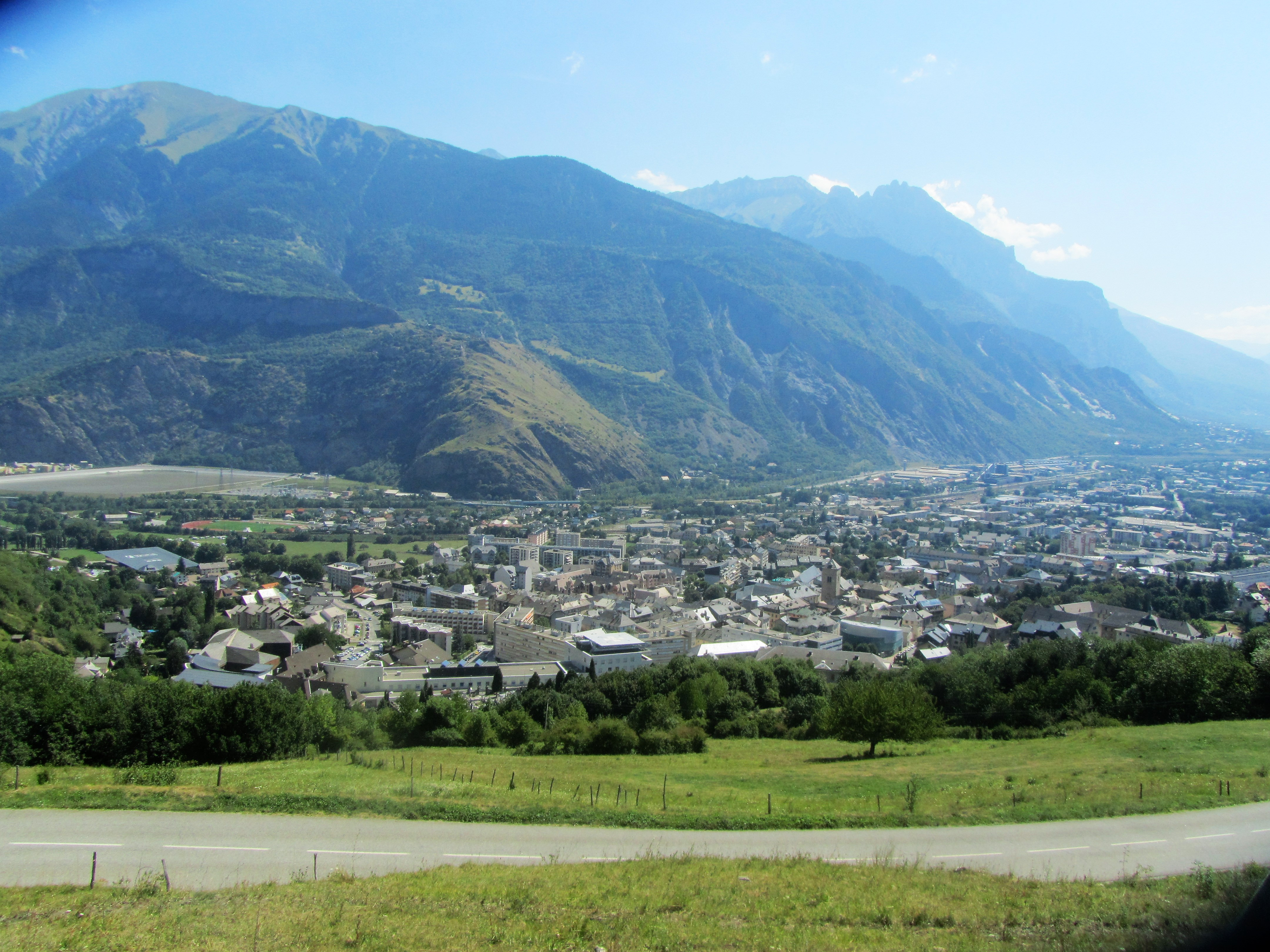
Vue générale de Saint-Jean-de-Maurienne.

### Logement
Le nombre total de logements dans la commune est de 4 240. Parmi ces logements, 87,9 % sont des résidences principales, 5,4 % sont des résidences secondaires et 6,7 % sont des logements vacants. Ces logements sont pour une part de 17,5 % des maisons individuelles, 79,3 % sont des appartements et enfin seulement 3,2 % sont des logements d'un autre type. Le nombre d'habitants propriétaires de leur logement est de 37,9 %. Ce qui est inférieur à la moyenne nationale qui se monte à près de 55,3 %. Le nombre de locataires est de 56,7 % sur l'ensemble des logements qui est supérieur à la moyenne nationale qui est de 39,8 %. On peut noter également que 5,4 % des habitants de la commune sont des personnes logées gratuitement alors qu'au niveau de l'ensemble de la France le pourcentage est de 4,9 %. Toujours sur l'ensemble des logements de la commune, 3,5 % sont des studios, 11,5 % sont des logements de deux pièces, 28,4 % en ont trois, 34,5 % des logements disposent de quatre pièces, et 22,1 % des logements ont cinq pièces ou plus[Quand ?].

### Voies de communication et transports

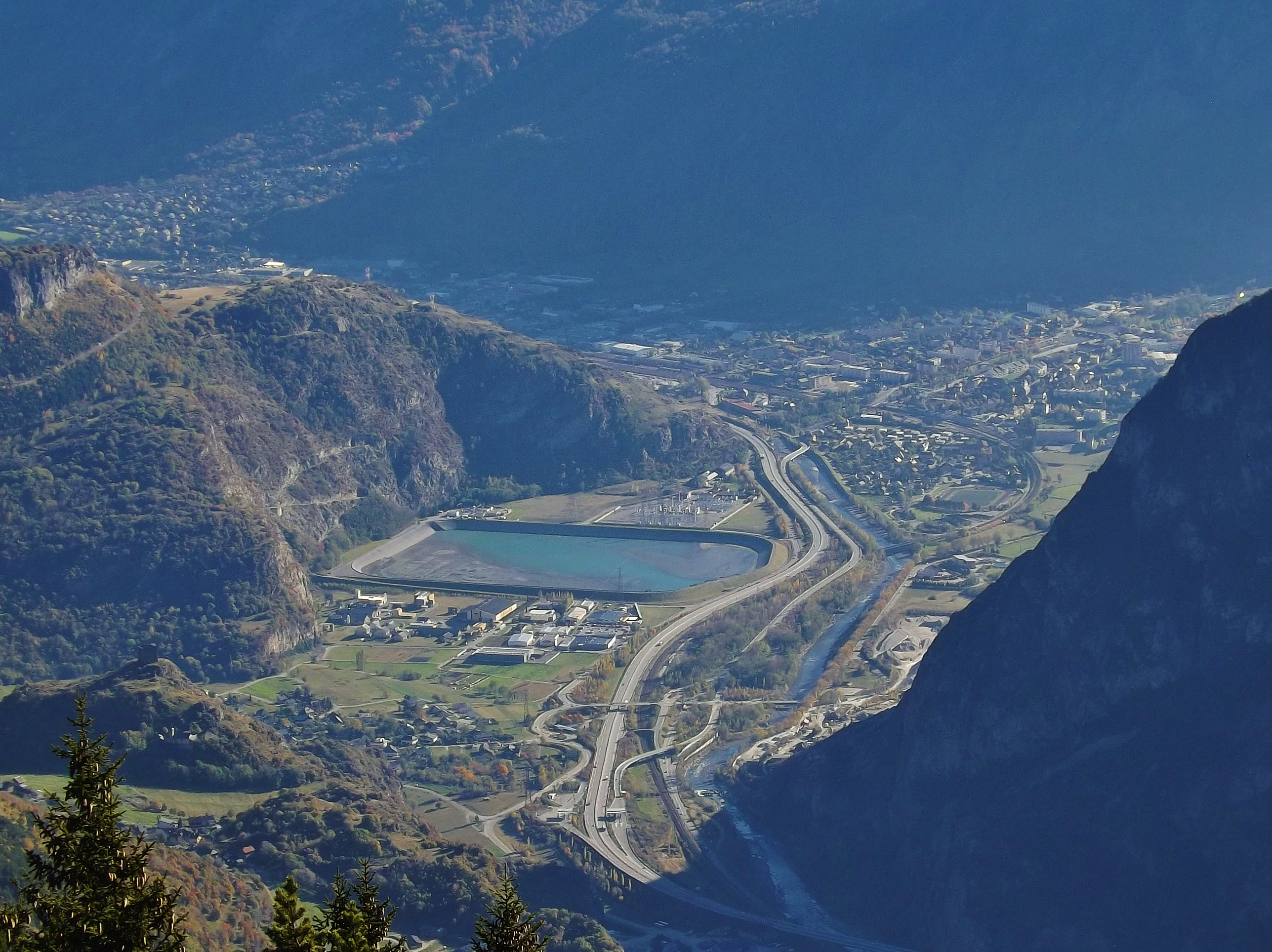
Vallée de la Maurienne et ses voies de communication à Saint-Jean-de-Maurienne.

#### Voies routières
- Route nationale N 6 ;
- Autoroute A43 ;
- Col de la Croix de Fer.

#### Transport ferroviaire
Saint-Jean-de-Maurienne dispose d'une gare ferroviaire de la Société nationale des chemins de fer français (SNCF), desservie par le TGV et des trains TER Auvergne-Rhône-Alpes.
Saint-Jean-de-Maurienne se situe sur le tracé de la future nouvelle liaison ferroviaire Lyon-Turin. Des habitations, des entreprises, la gare SNCF et le centre de secours sont pleinement touchés par ce projet. Chargée de la phase « études », la société Lyon Turin ferroviaire (LTF) prévoit l'installation d'une nouvelle gare dans le quartier Sous-le-Bourg, desservant la ligne historique et la ligne Lyon-Turin. Les enquêtes géologiques et topographiques sont en cours. Ce chantier s'annonce encore plus complexe que celui du tunnel sous la Manche.

#### Transports en commun
La ville de Saint-Jean-de-Maurienne est dotée d'un réseau de transports en commun appelé St Jean Bus, géré par la communauté de communes Cœur de Maurienne Arvan. Trois lignes circulent en centre-ville, des lignes pour les villages aux alentours en transport à la demande, des lignes loisirs.

#### Transports aériens
Un héliport est disponible pour l'hélicoptère de la gendarmerie dont la base est située à Modane ainsi qu'un autre sur le toit de l'hôpital de Saint-Jean-de-Maurienne, réservé aux urgences.

#### Un double privilège
La ville de Saint-Jean-de-Maurienne dispose d’une situation doublement privilégiée. Dans une vallée de l’Arc si longuement étirée, elle occupe une position médiane, à distance sensiblement égale de la Combe-de-Savoie (44 km jusqu’au confluent de l’Arc avec l’Isère) et de Lanslebourg,  au pied du col du Mont-Cenis (53 km). Dans une Maurienne linéaire, elle est située au droit de la seule dilatation vraiment considérable de l’écoumène : le bassin de l’Arvan, affluent de rive gauche de l’Arc, fort de ses 9 communautés rurales : « Si le bourg [de Saint-Jean] est devenu de bonne heure le premier de Maurienne, c’est qu’il était le débouché de toute une haute province peuplée et prospère dès les temps préhistoriques, son centre d’échanges avec l’extérieur ». Sur ce site de confluence, les rives de l’Arc et celles de l’Arvan n’étaient cependant pas les plus favorables à un établissement urbain, trop sujettes aux risques récurrents d’inondation. Le souvenir de la crue exceptionnelle de l’Arc gonflé à 900 m3/s le 14 juin 1957 reste encore gravé dans les mémoires. Quant à l’Arvan, il a fallu sérieusement l’endiguer dans ses deux derniers kilomètres : en cas de rupture du pont sur l’ancienne Route nationale 6, tout l’amont de la Maurienne serait coupé du territoire national. Seul le cône de déjection du Bonrieu a offert des assises suffisamment larges pour un véritable organisme urbain sur une pente modérément inclinée d’une centaine de mètres vers l’est, une fois son humeur domptée !  Car il s’est manifesté parfois violemment dans les siècles anciens.

## Toponymie
Le toponyme de la ville trouve son origine dans la référence à son saint patron Jean le Baptiste le Précurseur, auquel est ajouté le déterminant complémentaire -de-Maurienne en référence à sa situation dans la vallée de la Maurienne.
Les premières mentions de Maurienne apparaissent vers le VIe siècle Urbem Mauriennam, notamment avec l'édification de la cathédrale primitive dédiée à saint Jean-Baptiste. Grégoire de Tours désigne d'ailleurs la ville : « urbs Maurienna » ou « locus Mauriennensis ». En 739, le testament patrice Abbon mentionnera quant à lui la vallée qui prend le nom de Maurienne, vallis Maurigenica. Selon le chanoine Adolphe Gros, dans sa recherche étymologique du nom de la ville, indique que la Maurienne sous sa forme Maurogenna, désigne la ville jusqu'au Xe siècle, où on lui accole celui du saint, alors que la vallée est désignée par « territorio Mauriennam » ou « vallis Maurigennica ».
En francoprovençal, la graphie de la commune s'écrit San Dyan , selon la graphie de Conflans.

## Histoire

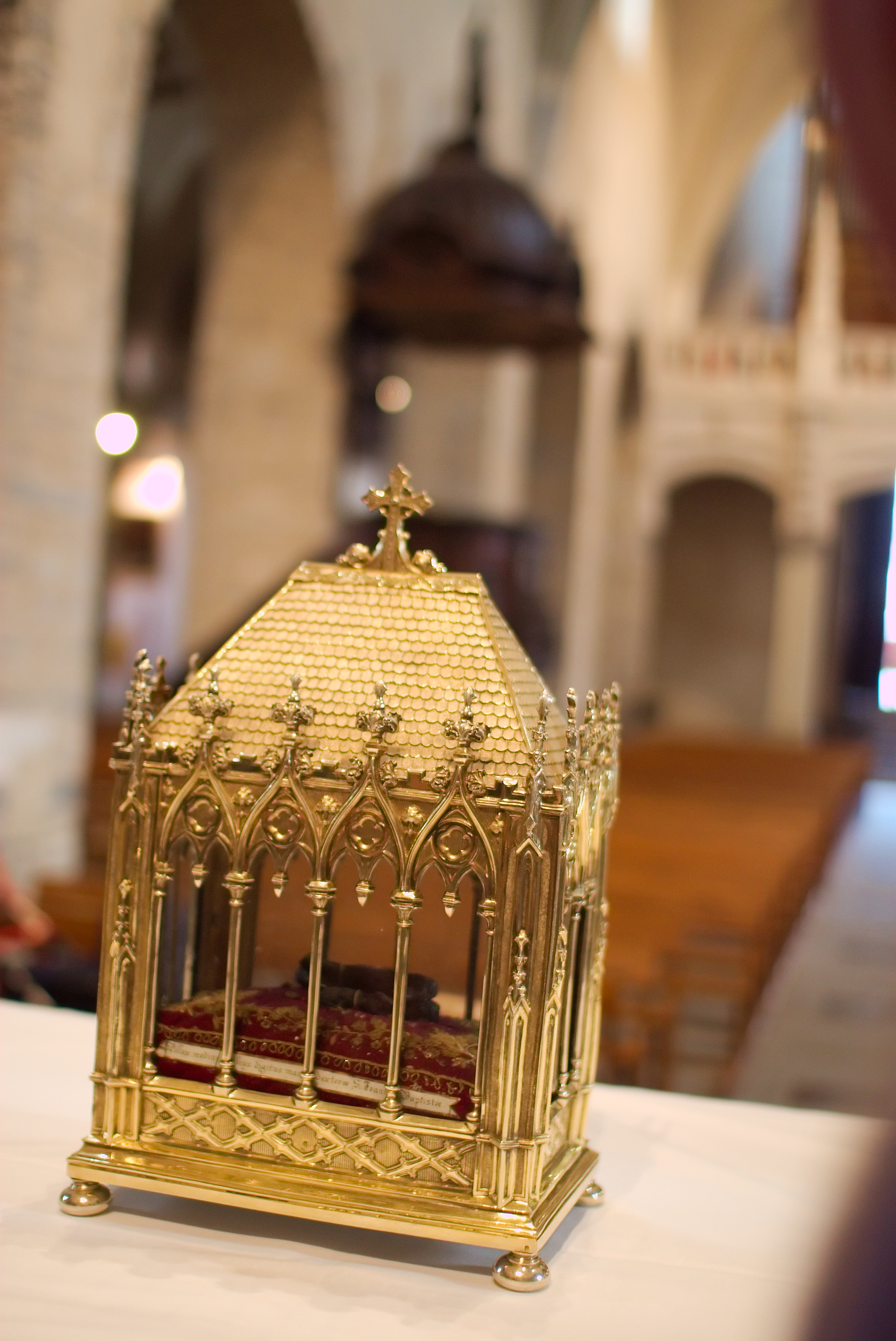
Reliques de saint Jean le Baptiste lors de la fête du pain.

### Naissance d’une cité épiscopale
L’humanité s’est d’abord concentrée au croisement de l’actuelle rue de la République et de la rue du Bonrieu qui devait rester le seul noyau de peuplement jusqu'au milieu du XIXe siècle[pas clair].La ville apparaît dans l’histoire au VIe siècle, sous le nom de Morienna. Cette obscure bourgade a retenu l’attention du roi burgonde Gondran en guerre contre les Lombards et il veut la soustraire ainsi que toute la vallée à leur domination. Cela passera par le biais d’une promotion dans l’ordre ecclésiastique. Alors que la chétive chrétienté des origines est dans la mouvance de l’évêque de Turin, au-delà des monts, il obtient complaisamment des évêques réunis en synode en 579 à Chalon-sur-Saône la création à Morienna d’un nouveau diocèse au siège duquel Felmase est élu comme premier évêque ; il est rattaché comme suffragant à l’archevêché de Vienne.

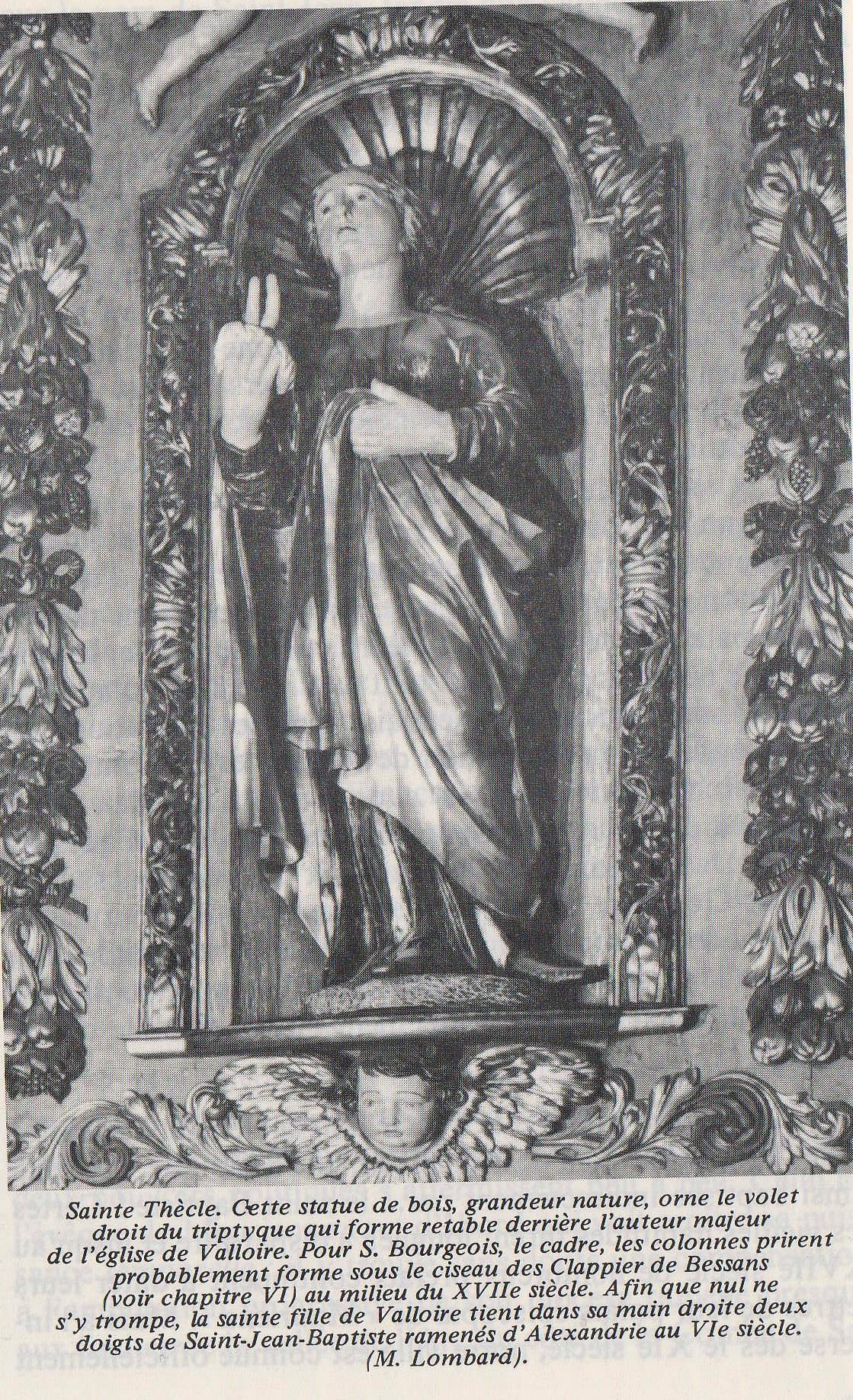
Sainte Thècle.

Par la même occasion, Gondran entend rendre hommage au saint précurseur Jean-Baptiste qu’il vénère particulièrement. Il peut compter sur l’appui fervent de la population. Selon la légende, Thècle de Valloire ne vient-elle pas de rapporter d’un long voyage à Alexandrie une insigne relique : un doigt de ce saint Jean dont le Christ a reçu le baptême ? Et cette légende traversera les siècles. Les amateurs d’héraldique souligneront que le blason de la cité porte « d’azur à la main droite bénissant d’argent, vêtue de même ». Et il n’est pas jusqu'à la plus célèbre entreprise du pays, Opinel, pour avoir gravé cet emblème sur ses couteaux ? De cette lointaine époque date l’habitude de rebaptiser Morienna en Saint-Jean, appellation officielle à partir du XIe siècle. Les Mauriennais n’ont cependant pas oublié Gondran : en témoigne, le nom de la commune de Villargondran sur la rive est de l’Arvan.

### L’évêque et le comte
S’il est possible de dater avec précision la date de la fondation de l’évêché, il est moins aisé de déterminer l’époque où l’évêque a cumulé autorité religieuse et politique avec le titre de comte. Cette date paraît assez tardive. Les historiens mettent en doute le sérieux de l’évêque Lambert qui, se prévalant d’une bulle pontificale de Lucius III en 1184, la ferait remonter à une donation faite par Gondran à Felmase lors de la création du diocèse : « La donation de Gondran fut simplement le noyau autour duquel se forma peu à peu, au fil des siècles, le petit Etat souverain de Maurienne ». Encore fallait-il ne pas abuser de ce pouvoir. Or l’histoire a surtout retenu de cette époque un épisode peu glorieux pour l’évêque Aymon d'Urtières. La rapacité de ses tabellions et percepteurs d’impôts a provoqué la fureur des Arvans. Descendus de leurs montagnes, ils se sont livrés à Saint-Jean au pillage et à l’incendie des biens et au massacre des gens de l’évêché. Aymon a cherché le salut dans la fuite jusqu'à la collégiale Sainte-Catherine de Randens (Aiguebelle). Il ne serait rien resté de son pouvoir sans l’intervention de son suzerain le comte Edouard de Savoie dont les ancêtres, dès la fondation de la dynastie en l’an mille par Humbert aux Blanches Mains, se prévalaient du titre de comte de Maurienne. Pour le remercier d’avoir maté la rébellion, par le traité de Randens en 1327, Aymon le constitue comme son associé et conseigneur. La dernière page de cette histoire sera écrite quatre siècles plus tard. C’est en 1768 qu’est mis fin officiellement à ce régime ou plutôt à cette fiction de coseigneurie : à cette date, au terme d’une spectaculaire ascension, les descendants du comte de Savoie étaient devenus rois du Piémont-Sardaigne.

### La crue du Bonrieu
Le souvenir de la crue du Bonrieu de 1439 est restée gravée dans les mémoires par son exceptionnelle gravité. Elle mérite une mention particulière car, outre son caractère de catastrophe majeure, elle détermine encore aujourd’hui la topographie du centre-ville. Le récit le plus précis est celui de monseigneur Billiet. Il date de 1859 mais Paul Mougin, le grand spécialiste des torrents de Savoie, le reproduit terme pour terme page 1123 dans sa somme de 1251 pages. « Dans la nuit du premier au deux février 1439, le torrent de Bonrieu prodigieusement enflé par les pluies qui avaient détrempé le sol des communes de Jarrier et de Saint-Pancrace, quitte brusquement son lit pour s’en ouvrir un, un peu plus au nord à 500 mètres à l’aval de son embouchure actuelle… [Il]} couvrit Saint-Jean de ruines et charria d’énormes quantités de terre et de galets. La rue de Bonrieu eut surtout à souffrir, peu de maisons restaient debout… Autour de la cathédrale, le sol fut tellement exhaussé que, suivant une tradition bien accréditée, on montait cinq marches pour entrer dans l’église tandis que maintenant on en descend neuf, soit 1,44 m. La crypte qui existe sous le chœur fut remplie à cette époque. Le pont sur l’Arvan qui avait vingt-deux arches en bois fut emporté ainsi qu’un pont sur l’Arc qui était proche de celui-ci ». Le bilan se serait soldé par 75 morts. Deux chanoines partirent quêter, emmenant les reliques de saint Jean comme pièces d’identité tandis que le chapitre apportait sa caution de l’utilisation exclusive des sommes réunies pour la réparation du désastre. Le pape Félix V lui-même, d’origine savoyarde, assura le maximum de retentissement en promettant aux donateurs une pluie d’indulgences par la bulle du 28 mars 1447.

### Du flamboyant au classicisme

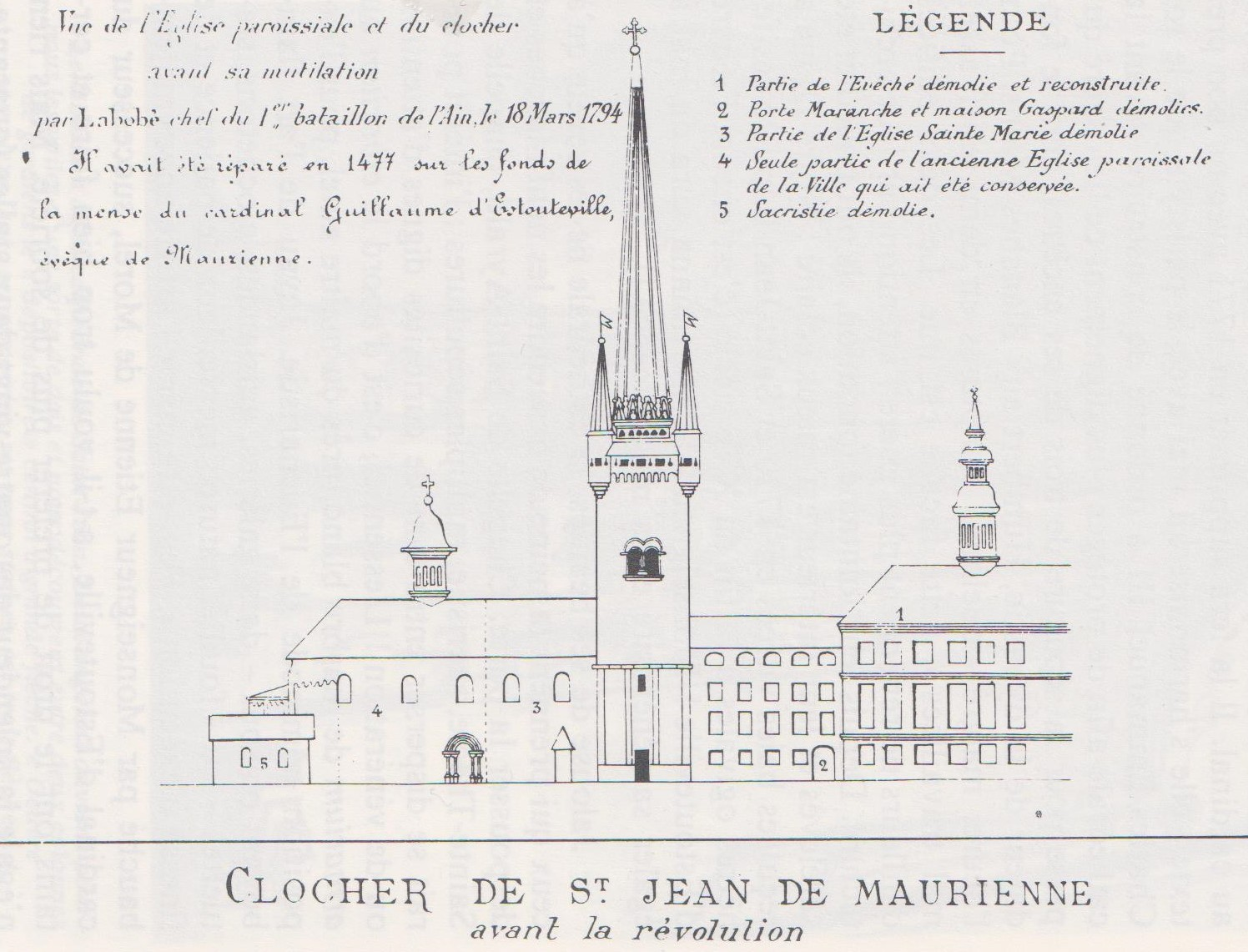
Clocher de l'église Notre-Dame.

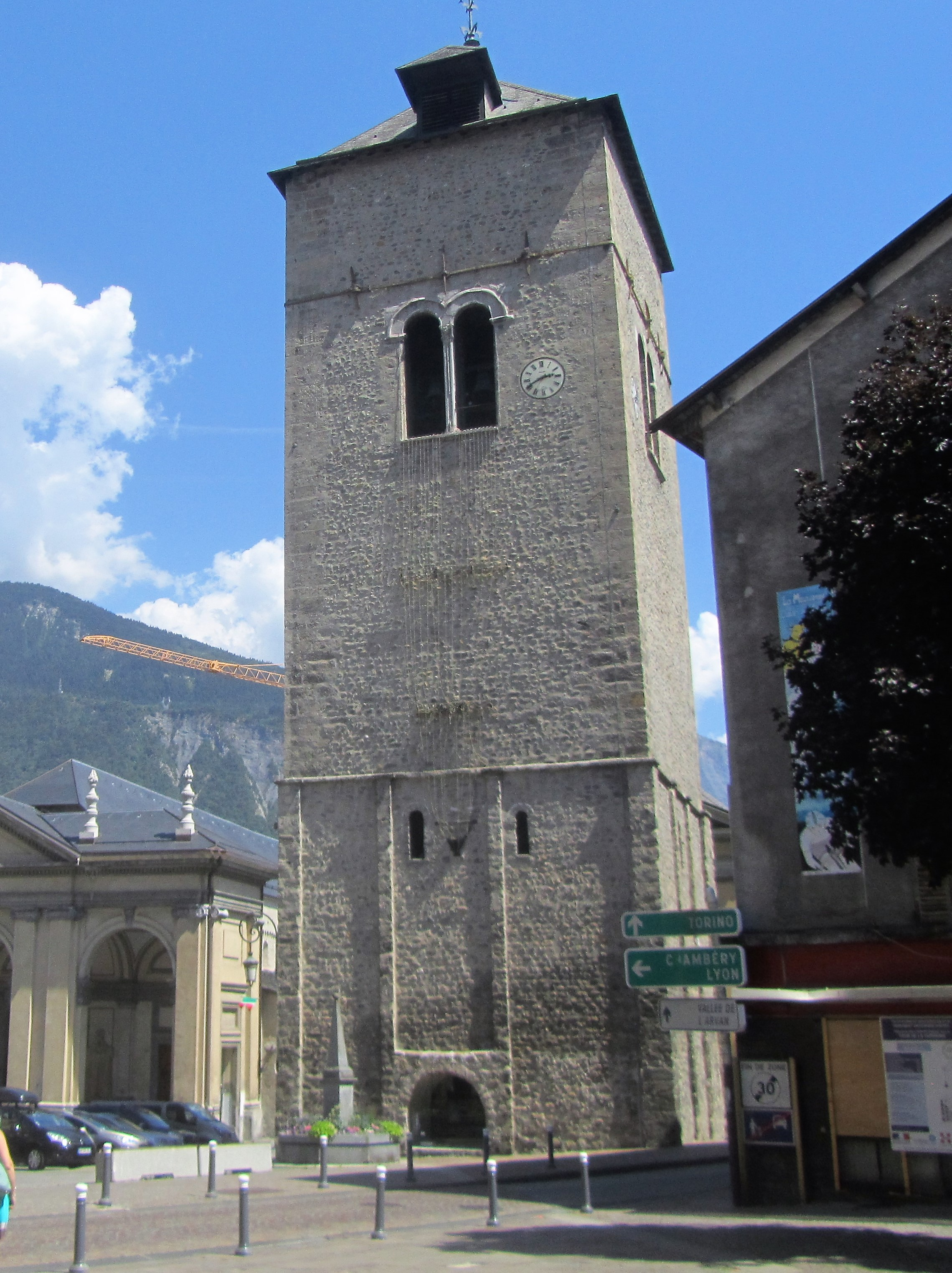
L'ancien clocher de l'église Notre-Dame.

Déchus de leur puissance temporelle, les évêques ont pu, en revanche, manifester leur munificence dont témoignent encore les édifices religieux au cœur de la cité. Avec Guillaume d'Estouteville (1452-1483) et son successeur Etienne de Morel (1483-1499) triomphe le style flamboyant. Le premier a érigé en 1477 sur le banal clocher de l'église paroissiale Notre-Dame une flèche élancée de plus de 50 mètres cantonnée de clochetons (1477) et donné plus de lumière dans la cathédrale par des fenêtres ogivales. Le second a commandé au sculpteur genevois Pierre Mochet les 82 magnifiques stalles du chœur reconstruit lui aussi dans le style flamboyant en harmonie avec la nef. Elles ont été taillées dans le bois des noyers de la résidence épiscopale d'Argentine en basse Maurienne. Le magnifique ciborium est aussi de 1497. À la fin du XVIe, quand la mode est au classicisme, c’est dans ce style que Pierre de Lambert (1567-1591) et son successeur Philibert Milliet (1591-1618) construisent le palais épiscopal. Au déclin du XVIIIe siècle, Carlo Giuseppe Filippa della Martiniana (1756-1778) en transformera complètement l’intérieur, du vestibule à la salle de réception en passant par l’escalier monumental à double rampe.

### Les relations franco-savoyardes
Il ne faut pas oublier que jusqu'en 1860 la Savoie fait partie d'un État indépendant et que la qualité de ses relations avec la France a fluctué au gré des circonstances. La vie des Saint-Jeannais a été marquée par divers épisodes qui s'inscrivent positivement ou négativement dans ce contexte selon les époques. L'accueil favorable réservé au roi de France Henri II en 1548 peut apparaître paradoxal. Le duc de Savoie est alors l'allié de Charles-Quint et cette alliance a provoqué la première des six occupations françaises de la province par François Ier en 1535, occupation qui ne prendra fin qu'en 1559. Pourtant, si le roi Henri II qui lui succède vient parader en Maurienne au début de son règne (1548-1559) c'est qu'il est assuré d'un excellent accueil. Les historiens se plaisent à souligner les effets bénéfiques de cette présence étrangère qui, entre autres particularités, a abouti à l'officialisation de la langue française dans les actes publics. Venu à Saint-Jean sur invitation expresse de l'évêque, il est gratifié d'un spectacle des plus inattendus : « Comme il eut marché environ deux cents pas en belle ordonnance, voici une compagnie de cent hommes vêtus de peaux d'ours, têtes, corps, bras et mains, cuisses, jambes et pieds, si proprement qu'on les eût pris pour des ours naturels qui sortent d'une rue, tambours battants, enseignes déployées… et se vont jeter entre le roi et sa garde suisse ». Suit le récit des mille acrobaties auxquelles se livrent nos plantigrades, la panique des chevaux, le calme imperturbable des Suisses « car ils sont comme compatriotes des ours » : ils iront se joindre à la farandole finale. La visite d'Henri II est attestée dans les archives municipales.
C’est sur un registre plus grave que s'inscrit en 1630 la présence à Saint-Jean de Louis XIII et de Richelieu ainsi qu’une rencontre qui devait connaître d'importants lendemains. Un conflit local qui oppose à nouveau les deux puissances a amené une deuxième brève occupation française. Le roi de France a voulu payer de sa personne mais il a présumé de sa santé chancelante. De surcroît, la peste menace. Il abandonne donc son ministre qui demeure seul en Maurienne du 25 juillet à la mi-août, « bravant l'épidémie et se livrant à un travail opiniâtre ». De Turin arrive un hôte mystérieux, mandé par le légat pontifical, afin d'explorer les voies d’une médiation : il se nomme Mazarin, il est jeune (28 ans) et, ambitieux, il fera du chemin.
On monte d'un degré, mais dans le tragique, avec la venue dans la capitale mauriennaise en 1793 d'un hôte, cette fois, hautement indésirable : le commissaire Albitte a pour mission de faire abattre tous les clochers de Maurienne au nom du principe d'égalité et Saint-Jean, rebaptisé commune d'Arc, chef-lieu du district, doit donner l'exemple. Mais aucune entreprise n'accepte de soumissionner et les artisans restent sourds aux réquisitions. Il faudra faire appel à la troupe, en  l'occurrence le quatrième bataillon de l'Ain et le deuxième de Haute-Loire. La démolition peut commencer. Elle sera achevée le 24 février 1794, à 4 heures du soir, « après trente-huit journées d'un travail digne des barbares » au jugement de Saturnin Truchet.

### Un siècle d'immobilisme
On s’attendrait à assister au développement de Saint-Jean-de-Maurienne au cours du XIXe siècle, celui de la révolution industrielle et du chemin de fer en contrepartie de l’exode rural. Les changements économiques et démographiques n’ont pas accompagné les changements politiques après l'annexion de 1860. Saint-Jean reste une petite ville à l'écart de ces mutations.

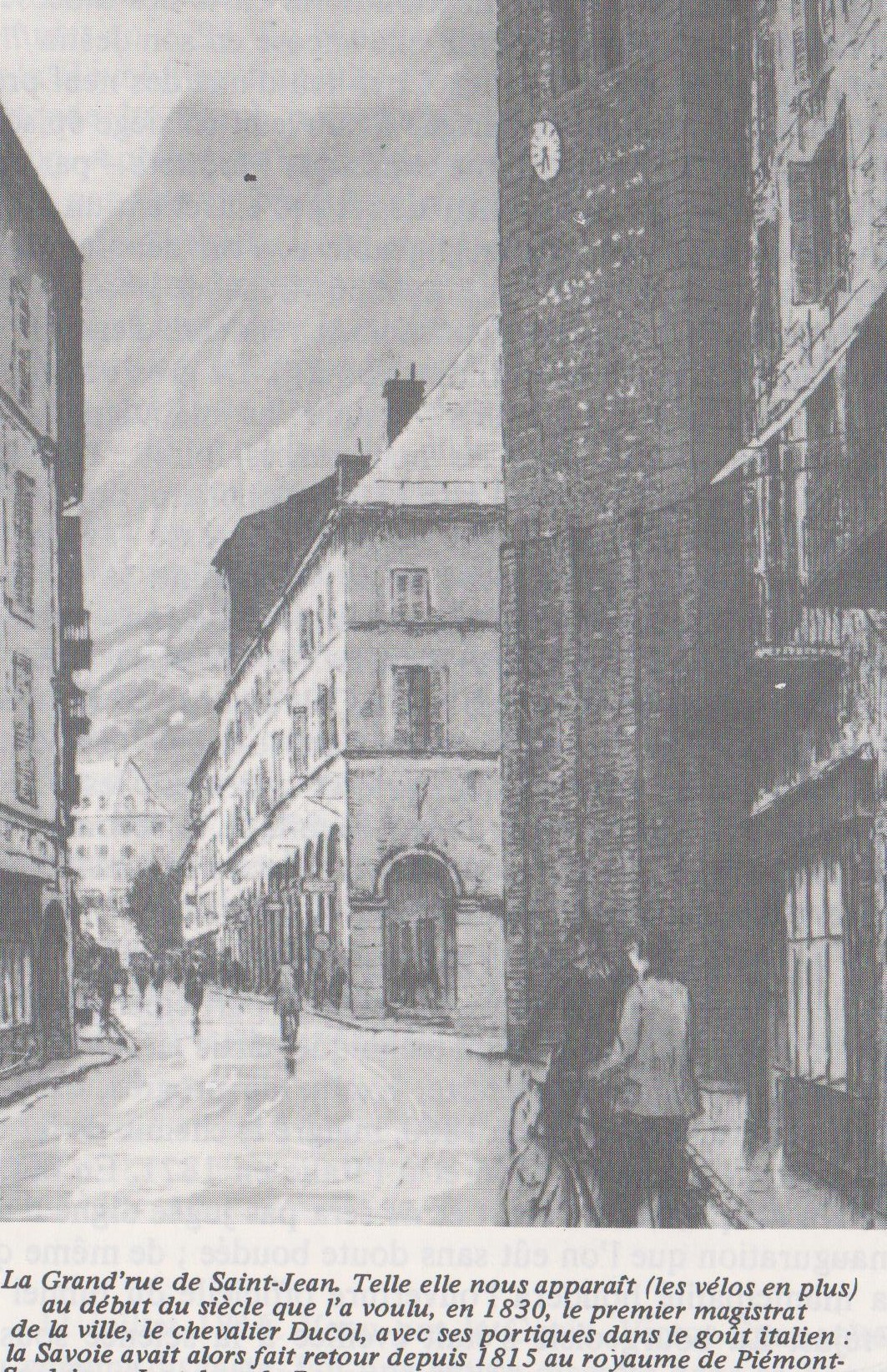
La rue Neuve.

Une fois la monarchie sarde rétablie en 1815, sous le régime du Buon Governo, la ville a pourtant retrouvé ses fonctions administratives et religieuses. Elle est chef-lieu de province et l'évêché, supprimé sous le régime français, a été rétabli en 1825 par une bulle de Léon XII. Comme par le passé, elle joue son rôle de relais sur l’itinéraire du Mont-Cenis et l'on dénombre 27 auberges en 1858. Elle s’anime particulièrement lorsque les maquignons descendent de l'Arvan pour les nombreuses foires. La population est passée de 2 371 habitants en 1806 à 3 254 en 1861 et est toujours confinée dans d'étroites limites au croisement du grand chemin vers l'Italie et de la montée vers l'Arvan. Deux de ses enfants sont allés conquérir leur célébrité loin du berceau natal : François-Emmanuel Fodéré (1764-1835), fondateur de la médecine légale et le commerçant Jacques-Antoine Brun-Rollet (1810-1858), mué en explorateur des sources du Nil. À mettre au crédit de la monarchie sarde sous le mandat municipal du chevalier du Col en 1829 : le percement de la rue Neuve, aujourd'hui rue de la République ; elle a été dotée de portiques dans le goût italien,.

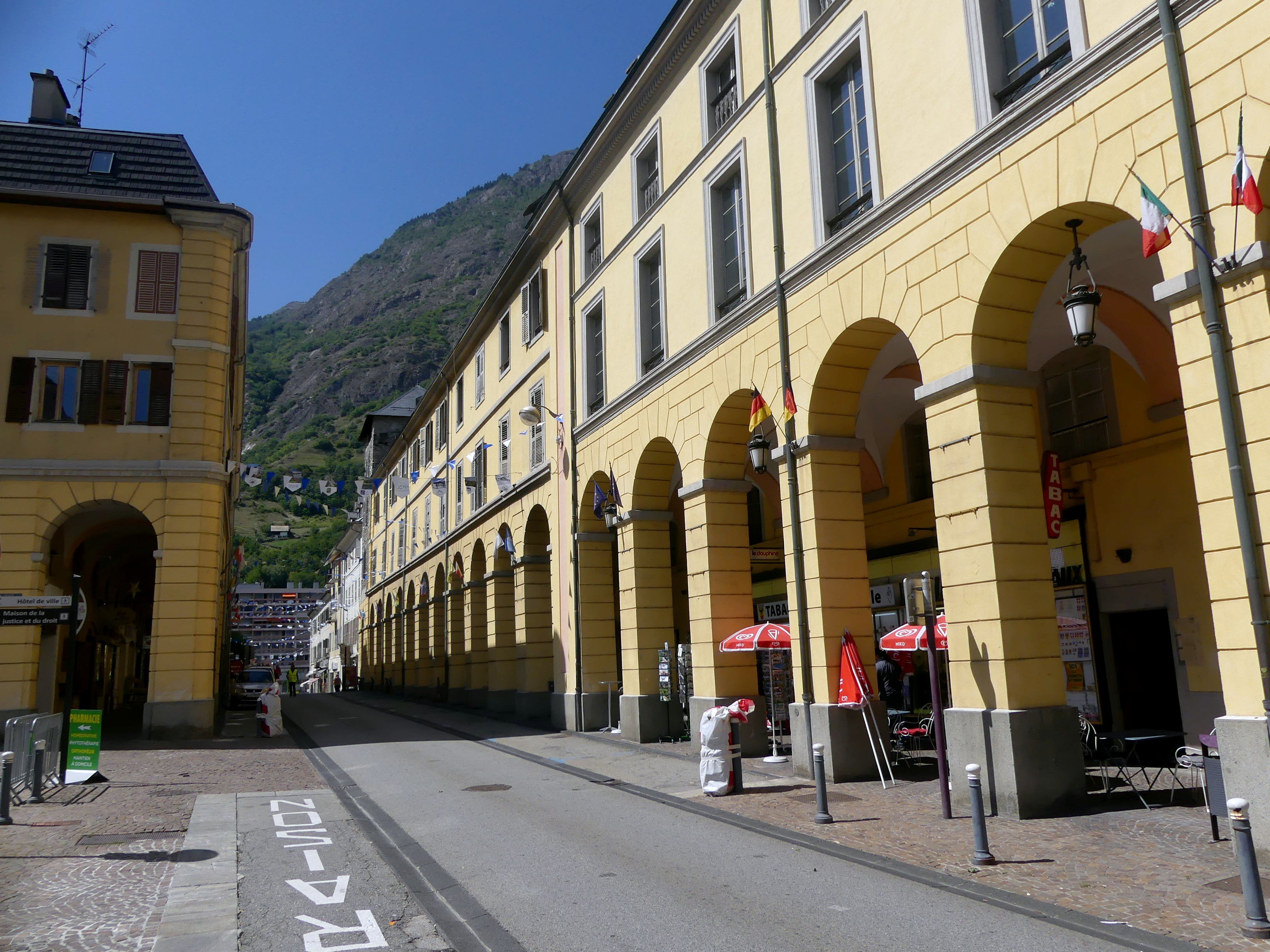
Les arcades de la rue de la République.

L'annexion à la France en 1860 n'a rien changé. La paisible bourgade a même vu sa  population (3 081 habitants en 1891) régresser. La comparaison est humiliante avec l'agglomération de Modane-Fourneaux passée de 1 404 habitants en 1858 à 4 370 en 1906. La ligne de chemin de fer Aix-les-Bains—Saint-Jean-de-Maurienne est ouverte en 1857. Saint-Jean est désormais desservie par le chemin de fer en direction de Paris et reliée à l’Italie en 1871 grâce au percement du tunnel du Fréjus. Mais la gare a été plantée à l’écart et n’a pas même eu droit à une inauguration. Nul ne pouvait imaginer qu'en 1917, le 19 août plus précisément, viendraient se ranger quai à quai dans cette gare et y tenir conférence dans les wagons en toute discrétion le président du conseil Alexandre Ribot, le premier ministre britannique Lloyd George et le ministre des affaires étrangères italien Giorgio Sonnini venu de Rome. Ils tinrent conférence sur le partage des zones d'influences en Orient après la guerre et sur de possibles pourparlers d'armistice avec l'Autriche-Hongrie, etc..

### Le développement des carrières et de l'industrie du plâtre
Le gypse, matière première avec laquelle est fabriqué le plâtre, est abondant en Maurienne. Ainsi, une industrie du plâtre se développe régionalement à partir du milieu du XIXe siècle grâce à l'arrivée du chemin de fer et à l’utilisation croissante de ce matériau dans la construction et l'agriculture. À Saint-Jean-de-Maurienne, d'artisanale, la production du plâtre devient industrielle et augmente notablement pour passer de 200 tonnes en 1856 à 40 000 tonnes en 1883. Cette progression est le fait de la société des Plâtrières du Sud-Est, créée en 1881 et dont le siège social est établi à Lyon. Les carrières sont localisées à flanc de montagne tandis que les plâtrières sont en fond de vallée, au bord de l'Arvan.
Le 9 janvier 1908, un éboulement dans la carrière souterraine de Mont-l'Évêque tue quatre ouvriers et en blesse grièvement un cinquième. La carrière est murée et un monument commémoratif est érigé route des Arves. Après la Première Guerre mondiale, la société des Plâtrières du Sud-Est dont le siège est depuis 1909 à Saint-Jean-de-Maurienne, exploite les trois usines à plâtre de Rochenoire, l'Échaillon et la Combe. En 1963, les Plâtrières du Sud-Est sont absorbées par la société des Plâtrières Modernes de Grozon (Jura), filiale de BPB (British Plaster Board) qui détient également la société Placoplatre. De cette façon, l'usine de plaques de plâtre Placoplatre de Chambéry, inaugurée en 1966, est alimentée en gypse depuis Saint-Jean-de-Maurienne, distante de 75 km. Une fabrication de plâtre est maintenue à Saint-Jean avec la construction d'une nouvelle plâtrière au milieu des années 1970. Celle-ci est finalement arrêtée en 1981 lorsque l’exploitation de la carrière passe des Plâtrières Modernes de Grozon à la société Gypse de Maurienne, filiale de Placoplatre poursuivant ainsi l'envoi de gypse vers l'usine de plaques de Chambéry.

### La révolution de la houille blanche
Si la révolution des transports avait été vécue dans l’indifférence, celle de la houille blanche va imprimer fortement sa marque dans la capitale de la Maurienne. En 1907 entre en activité l’usine des Plans, en bordure de l’Arc. La production d’aluminium ne devient importante qu’après la crise de 1929 mais reste faible (15 700 t en 1939) au regard des données actuelles et l’effectif de 1 300 emplois en 1939 paraît disproportionné vu la faible productivité. Il faut loger cette main-d’œuvre dont une forte proportion d’immigrés, essentiellement des Italiens originaires de la Vénétie et du Frioul, régions dévastées pendant la Première Guerre mondiale. À l’époque, c’est l’affaire du patronat et les cités sont construites au voisinage immédiat de l’usine : Monetta et le Parquet en rive gauche de l’Arc, Echaillon en rive droite ; un peu à l’écart, aux Chaudannes. La limite de l’Arvan n’est jamais transgressée. Le vieux bourg traditionnel, lui, n’a guère été transformé et il ne s’est étoffé que d’une antenne en direction de la gare ferroviaire sous les mandats de Henri Falcoz, maire de la commune depuis 1912 et jusqu'en 1935 (il mourra en 1936). La ville prend ainsi une structure bipolaire. C’est sans doute grâce à cette vitalité que Saint-Jean, à l’inverse de Moûtiers, sa jumelle tarine, garde sa sous-préfecture en 1927 lors de la réforme de la carte administrative de Raymond Poincaré. Au total, la population est passée de 3278 habitants en 1896, à 5201 en 1936. Tandis que le secteur primaire recule de 29,4 % en 1896 à 18 % en 1936, le secteur secondaire progresse de 22,3 % en 1896 à 39,6 %.

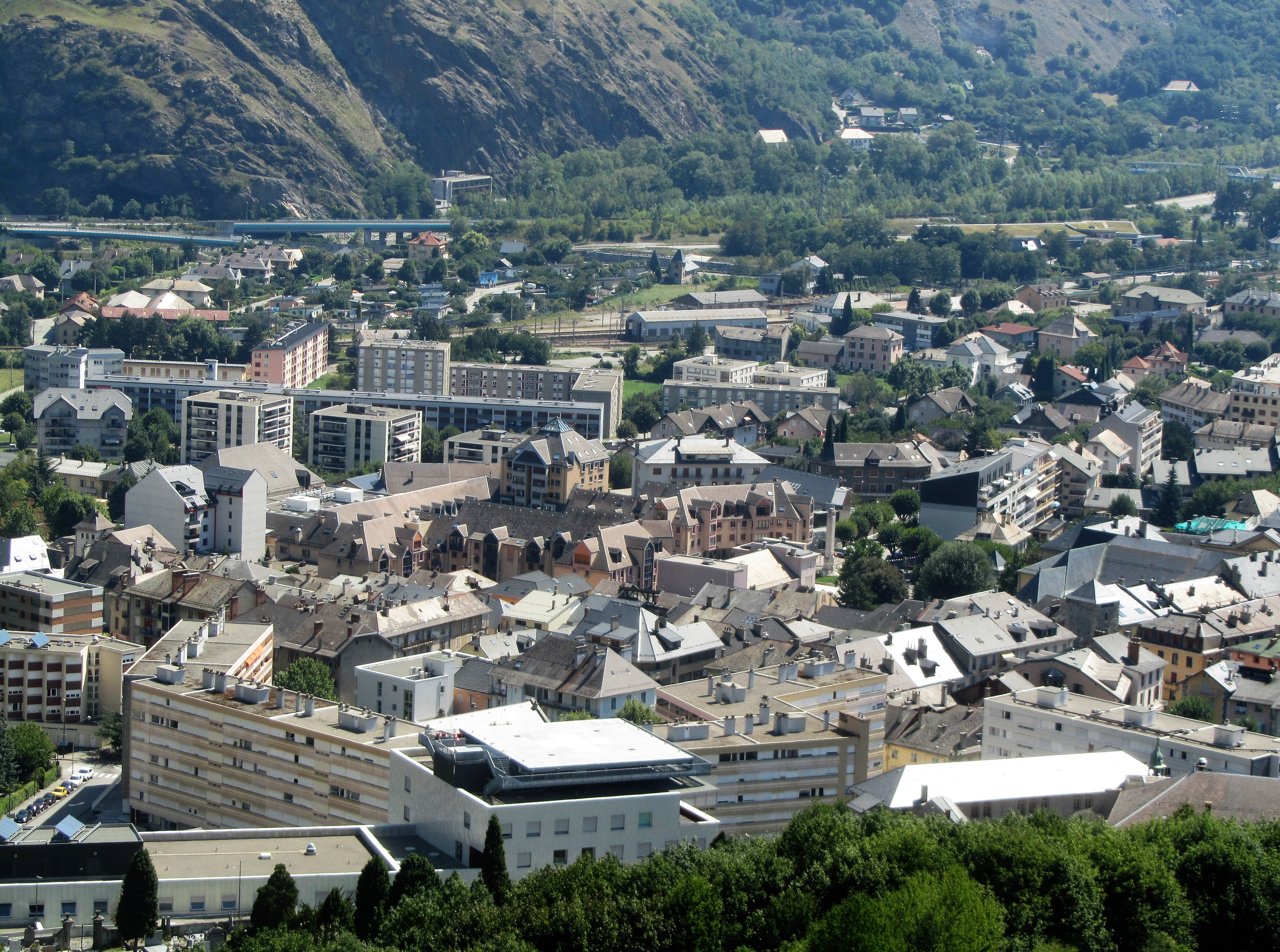
Le centre de Saint-Jean restructuré.

Après la Seconde Guerre mondiale, sont cumulés les effets d’une double évolution. D’une part, la prospérité économique pendant les Trente Glorieuses a sa traduction dans le développement considérable de la production d’aluminium qui passe à 72 000 tonnes en 1972. Les progrès de la productivité expliquent en partie que l’emploi dans l’usine des Plans ait régressé mais l’effectif de 770 en 1974 reste considérable et n’a d’égal en Maurienne qu’aux Aciéries du Temple à Saint-Michel-de-Maurienne. Il faut prendre en compte la tendance des grandes affaires industrielles d'externaliser la plus grande part possible de leurs activités. A Saint-Jean de Maurienne, en témoignent les exemples de Clauser, spécialiste des installations de cuves d’électrolyse ou Lacroix, pourvoyeur de main-d’œuvre intérimaire. D’autre part, on observe le phénomène général de la concentration urbaine d’une population de plus en plus soucieuse de profiter du développement des services administratifs, commerciaux, scolaires, sanitaires. C’est dans cette optique qu’il faut interpréter le changement de mentalité de la population autochtone qui s’est substituée à la main-d’œuvre étrangère : en janvier 1972, 680 des 813 emplois (84 %) de l’usine des Plans sont occupés par des Français contre  seulement 133 par des étrangers dont 77 Italiens. Au lendemain de la Seconde Guerre mondiale, le recrutement avait été assuré par le développement du genre de vie ouvrier-paysan au prix d’épuisantes migrations alternantes depuis les villages de montagne. Mais à la génération suivante a prévalu le choix d’une fixation en ville pour bénéficier de tous les services de proximité.

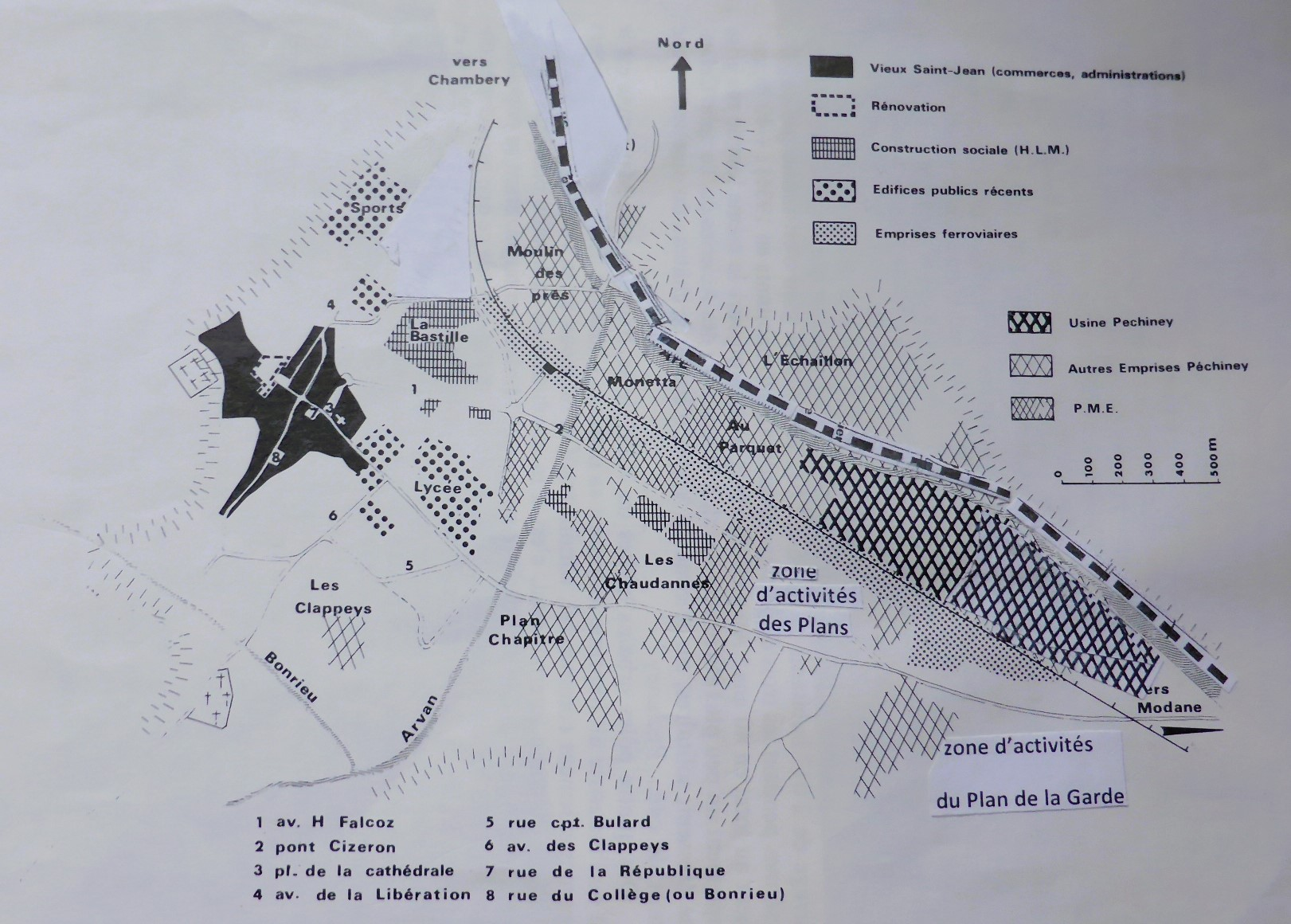
Plan de la ville en 1975.

La population de Saint-Jean a donc considérablement augmenté, passant de 5 886 habitants en 1946 à 9 729 en 1975. La construction a marché bon train selon deux mouvements contraires. D’une part, Pechiney, nouveau nom depuis 1950 de la société Alais-Froges et Camargue, lance quelques programmes par le truchement de la Société immobilière Alpes-Provence ; par le jeu de primes, elle favorise l’accession à la propriété de son personnel. Ces initiatives éloignent l’habitat de plus en plus loin des halls industriels, aux Chaudannes, à Plan Chapitre ; l’Arvan est franchi dès les années 50 pour le lotissement, vaguement esquissé avant 1945, du Moulin des Prés et pour un ensemble résidentiel aux Clappeys, près de la vieille ville. Dans un mouvement inverse, les organismes publics investissent celle-ci de constructions nouvelles. Un quartier administratif et surtout scolaire (lycée Paul Héroult, C.E.T , C.E.S) au carrefour de l’avenue du Mont-Cenis et de la rue Aristide Briand ; un ensemble sportif au nord, sur la route de Chambéry avec piscine et gymnase ; entre les deux, enfin, l’avenue Falcoz se garnit d’immeubles HLM,  mais le groupe le plus important (275 logements) est édifié à la Bastille entre 1964 et 1972 ; l’Office départemental s’est aventuré aussi au-delà de l’Arvan entre 1961 et 1969 (86 logements aux Chaudannes). Cités ouvrières fuyant les fumées de l’usine vers l’ouest, bourg épiscopal cherchant ses aises en glissant vers l’est se sont interpénétrés dans une belle indifférence aux limites posées par le torrent. La ville bipolaire de l’avant-guerre a réalisé son unité. Du haut de la route de Jarrier, la masse grise du vieux Saint-Jean, où l’opération de restructuration met une touche claire, paraît désormais soudée à l’usine des Plans par le jeu géométrique des immeubles récents.
Restait à rendre plus attractif le centre, menacé de dépérissement. C’est précisément à quoi a pourvu cette restructuration dans le secteur de l’hôpital une fois signée la Déclaration d’Utilité Publique en 1963. Mais il a fallu réduire la réalisation de la deuxième tranche dans un souci d’économie des deniers publics car l’opération de libération des sols a été trop coûteuse. La rénovation de l’ensemble épiscopal a été plus facile et plus valorisante. Le palais de Martiniana devenu Maison pour tous offre un ensemble culturel complet avec salle de réunions, d’expositions, de musique, de lecture et abrite le musée Opinel ; en vis-à-vis, l’ancienne église paroissiale Notre-Dame a été transformée en musée d’art local.

### Retour de l'aluminium
Depuis la fin des Trente Glorieuses, le problème n’est plus dans le développement urbain car la population de la ville a diminué de 20 %, passant de 9 746 à 7 809 habitants entre les recensements de 1975 et de 2015. Un projet de ZAD de 600 logements sous le bourg a même été annulé. Plus que jamais, l'avenir de Saint-Jean est étroitement lié à celui de l'usine des Plans. C’est avec un grand soulagement qu'a été accueillie la décision de nationalisation et de modernisation prise en 1982 par le gouvernement socialiste ; en 2008, le salut est venu de la société allemande Trimet qui s’est même engagée à porter les capacités de production à 145 000 tonnes. L'emploi se maintient à un bon niveau.
L'accent a été mis sur la qualité de la vie. Le problème de la pollution par les fumées fluorées a été réglé dès la mise en marche des nouvelles cuves d’électrolyse d'aluminium à partir des années 1980. Celui de la circulation l'a été également de manière satisfaisante. Il est loin le temps des embouteillages en centre-ville. D'une part le trafic de transit automobile et surtout des poids lourds à l'intérieur de la vallée comme au niveau international s'effectue depuis l'an 2000 par le prolongement de l'autoroute A43 dont les Saint-Jeannais ont aussi une utilisation facile grâce à un échangeur. D'autre part, le flot de voitures en direction de l'Arvan et de ses stations de ski a été canalisé en périphérie avant la fin du mandat du maire Samuel Pasquier (1971).

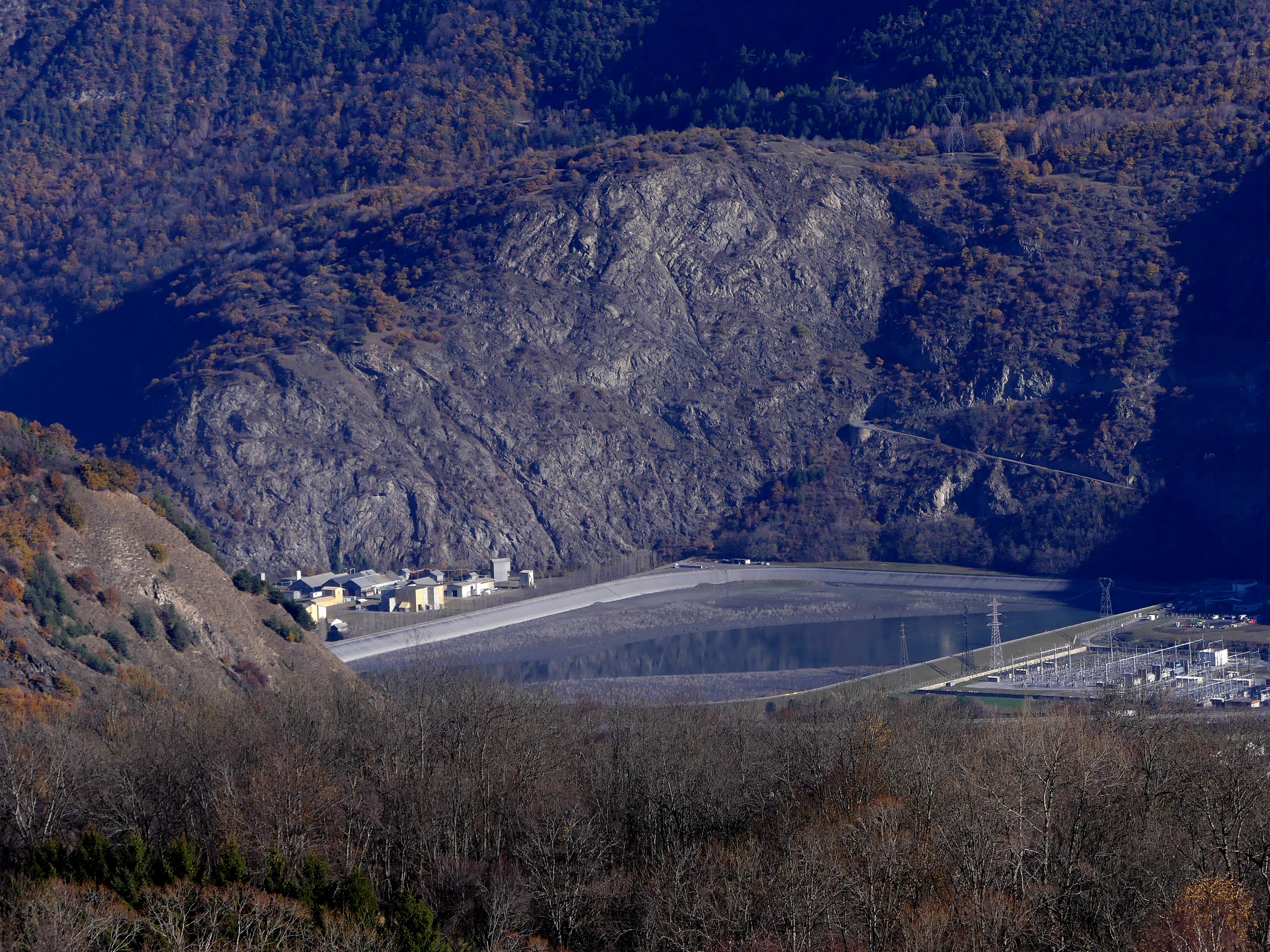
Le bassin de compensation de Longefan.

Reste le problème de l'accompagnement à l'emploi par la création de zones d'activités aménagées comme celles des Plans et du Plan de la Garde. Elles forment aujourd'hui un ensemble continu parallèlement à l'usine d’aluminium agrandie jusqu'à occuper tout l'espace entre l'Arc et la voie ferrée. On peut être rassuré sur la solidité des implantations lorsque l'on détecte un lien entre la nature de l'activité et les spécificités mauriennaises. L'exemple le plus évident est celui du Groupe d’Exploitation Hydraulique Vallée de Maurienne avec ses 160 emplois. Ce n’est que justice rendue à une vallée dont l'équipement intégral a été terminé dans les années 1970 et dont l’empreinte est évidente dès l’arrivée à Saint-Jean : en rive droite de l'Arc, le bassin de compensation de Longefan a été aménagé au débouché du tunnel de l'Echaillon et de la nouvelle centrale à son pied. EDF a fait de son établissement de Saint-Jean un centre de commandement pour un secteur élargi très au-delà de la seule Maurienne jusque dans le Grésivaudan, dans l'Isère, et à la vallée du Fier, en Haute-Savoie. Un autre exemple concerne les établissements en lien avec l'usine d'aluminium. Au spécialiste des constructions de cuves Clauser depuis 1963 dont les ateliers ont été transférés en 1971 dans la commune voisine de Pontamafrey et au chaudronnier Trivero d'implantation plus ancienne (1939) s'est ajoutée en 1984 la société Di Sante Sud-Est qui s’est installée au Plan de la Garde pour le service de Pechiney. Elle emploie aujourd’hui 85 personnes dans la construction, l'usinage, la maintenance de pièces de grandes dimensions en mécano-soudure. Ont également leur place d'autres PME dans les domaines du transport, des travaux en montagne (Compagnie d'Intervention et de Travaux en Montagne) ou du tourisme hivernal (Alliance réseaux).

### Industrie
L'usine d'aluminium de Saint-Jean-de-Maurienne livre aujourd'hui 40 % de l'aluminium de première fusion produit en France derrière l'usine de Dunkerque (60 %). Mais elle reste la plus prestigieuse à plusieurs titres. Dès sa fondation en 1907 par Alais-et-Camargue (la future Pechiney), elle devient la plus importante de France et le restera jusqu'à la création de l'usine de Noguères au destin plus éphémère. Son laboratoire à la pointe de la recherche vise à optimiser les conditions de production, de dépenses énergétiques et de respect de l'environnement du métal blanc. Enfin, son maintien en activité est essentiel dans une politique d'aménagement du territoire car elle reste le seul établissement hérité de la révolution de la houille blanche dans la vallée de la Maurienne de première importance par l'effectif employé et les activités induites. On ne peut que saluer les deux opérations de sauvetage de l'Etat par la nationalisation de 1983 et de rachat par l'Allemand Trimet en 2010 'une et l'autre accompagnées de très gros investissements.

#### Aux origines: la houille blanche
L’aventure a commencé en 1907. C’est alors qu’est entrée en service l’usine fondée par la compagnie Alais-et-Camargue dont le modanais Adrien Badin était devenu directeur général l’année précédente. Le choix du site a été dicté par la possibilité de mettre à profit l’énergie hydroélectrique de l’Arc. La rivière a été dérivée de son cours à partir de Saint-Julien sous une chute de 73,5 mètres jusqu'à la centrale de Saint-Jean d'une puissance installée de 15 MW mise en service depuis cette année 1907. La conduite forcée franchissait la rivière en un arceau de 65 mètres. Il fallut compléter cette alimentation en 1912 par une deuxième centrale en dérivant également l’Arc à Hermillon, à l’aval de Saint-Jean-de-Maurienne : la centrale de Pontamafrey fonctionnait sous une chute de 40,5 mètres et avec une puissance installée de 31 MW.

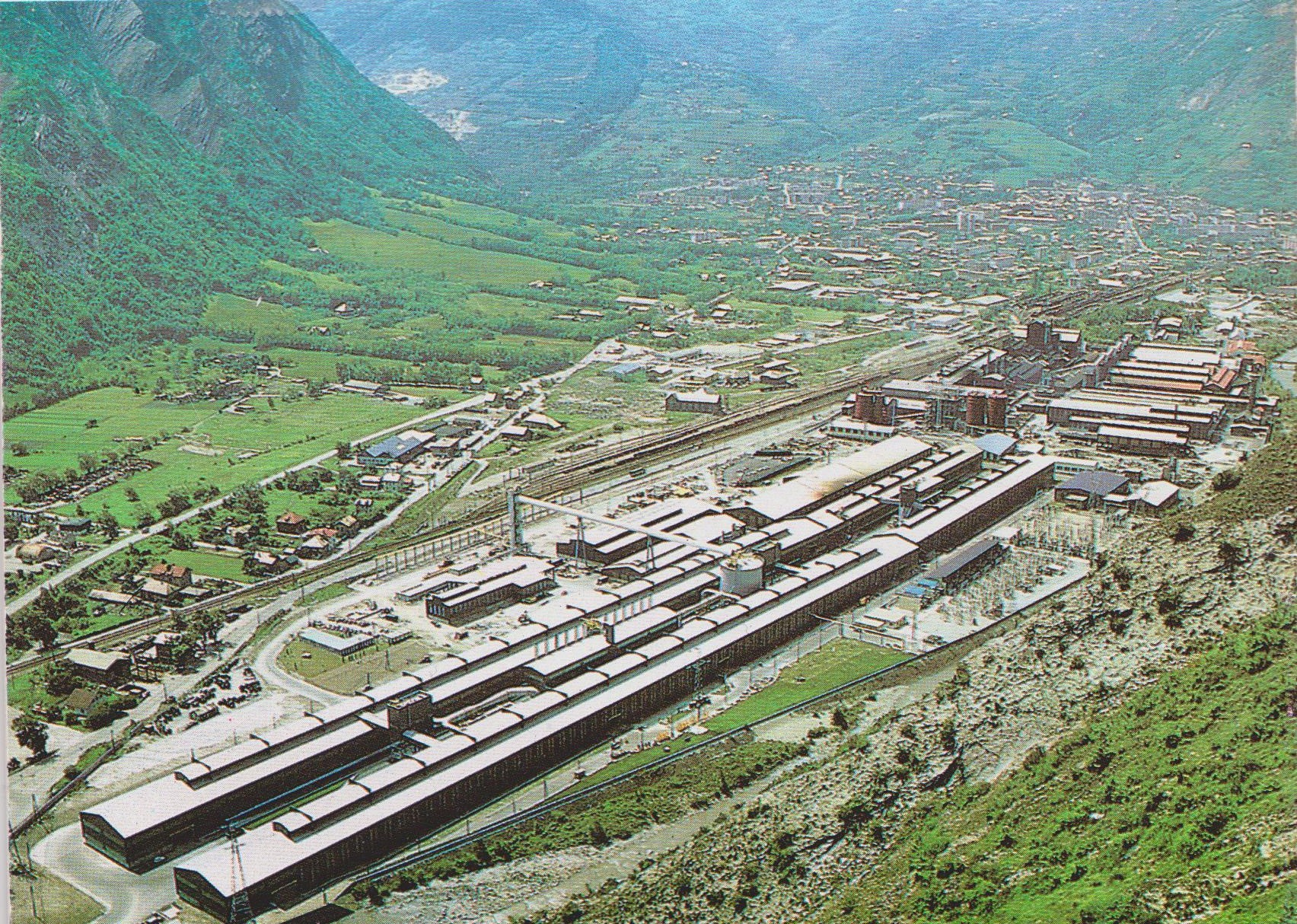
Usine des Plan en 1987.

#### Quatre étapes du développement
L’histoire de l’usine des Plans se lit à travers l’évolution de la courbe de la production d’aluminium. On peut distinguer quatre étapes :
1. Jusqu’en 1934, la production reste très modeste en fonction des besoins d’un marché encore limité mais aussi à cause de la difficile maîtrise des contraintes techniques. Le maximum de 4 800 tonnes a été atteint en 1929 à la veille de la grande crise économique. La production a été multipliée par 5,6 entre 1934 (2 800 tonnes) et 1940 (15 700 tonnes) en accompagnement du marché grâce à la construction du barrage de Bissorte (1935) : le potentiel énergétique a été considérablement accru mais surtout l’alimentation en électricité est devenue plus régulière : les étiages hivernaux de l’Arc étant compensés par la libération des réserves accumulées l’été dans ce puissant réservoir de haute altitude[37].
2. Au sortir de la guerre de 1939-45, on assiste au grand bond en avant des fameuses Trente Glorieuses. Le niveau de 1939 n’a été retrouvé qu’en 1950 (15 200 tonnes) mais la progression est ensuite très forte jusqu'au début des années 1970 (78 200 tonnes en 1970) soit une nouvelle multiplication par cinq. C’est que, sous son nouveau nom de Pechiney depuis 1950, l’entreprise s’est lancée dans des investissements sans commune mesure avec ceux de l’avant-guerre. De quoi satisfaire l’explosion de la demande dans tous les secteurs de l’industrie. L’alimentation électrique ne fait plus problème quantitativement dans un réseau EDF interconnecté à l’échelle nationale[38],[39]. Les années 1970 marquent un palier (73 000). Il s’explique par la nécessité de relever de graves défis environnementaux. Les fumées fluorées s’échappaient librement des cuves non capotées et de là par les toits des halles non fermées causant les plus grands dommages tant aux forêts de conifères qu’aux herbages dont se nourrissaient les troupeaux fragilisés dans leur constitution osseuse. Était en cause aussi le système anodique dit Söderberg particulièrement polluant. La mise à des normes respectueuses de l’environnement équivalait à une quasi reconstruction de l’usine, œuvre de longue haleine qui mobilisait d’énormes investissements de simple renouvellement. La croissance était réservé à l’usine de Noguères, sur le gisement de gaz de Lacq[40].

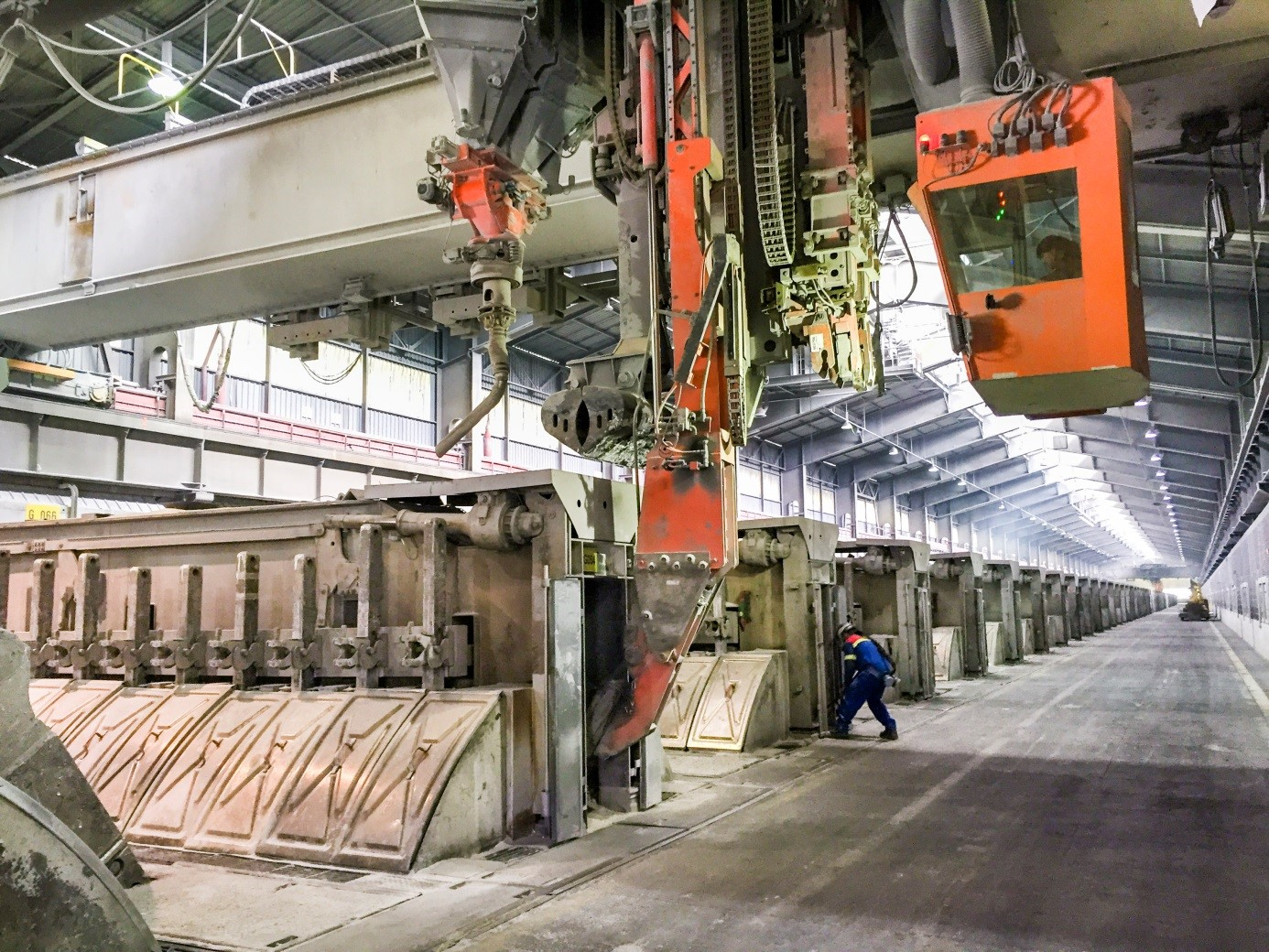
Série de cuves d'électrolyse.

3. Le capotage des cuves supprime la pollution.Vue d'ensemble de Saint-Jean en 2018.Série de cuves d'électrolyse.En 1983 a eu lieu la nationalisation du groupe PUK (Pechiney-Ugine-Kuhlmann) dans lequel Pechiney avait été intégré en 1972. La décision a été prise non seulement d’achever la modernisation de l’outil de travail mais également d’augmenter la capacité de l’usine de Saint-Jean-de-Maurienne. C’est alors qu’ont été édifiés les longs halls qui s’étirent sur 800 mètres de long entre Arc et voie-ferrée au sud de l’usine jusqu'à remplir la totalité de la plaine des Plans. Au terme des travaux, Saint-Jean pouvait produire annuellement 120 000 tonnes et reprendre le premier rang en France, dans le respect le plus rigoureux des exigences environnementales[41].

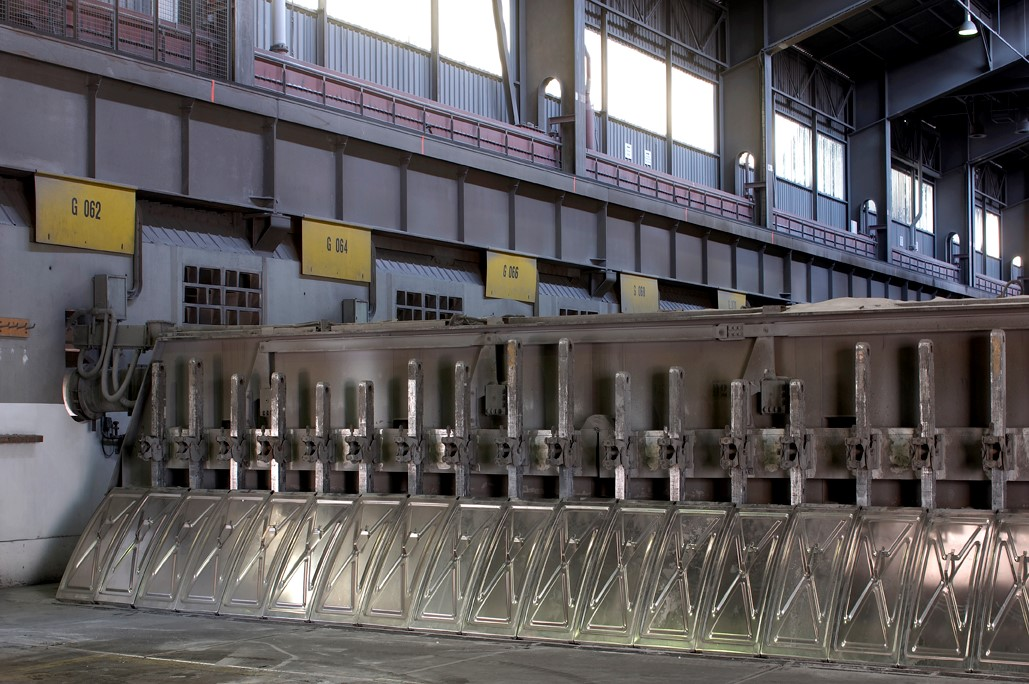
Le capotage des cuves supprime la pollution.

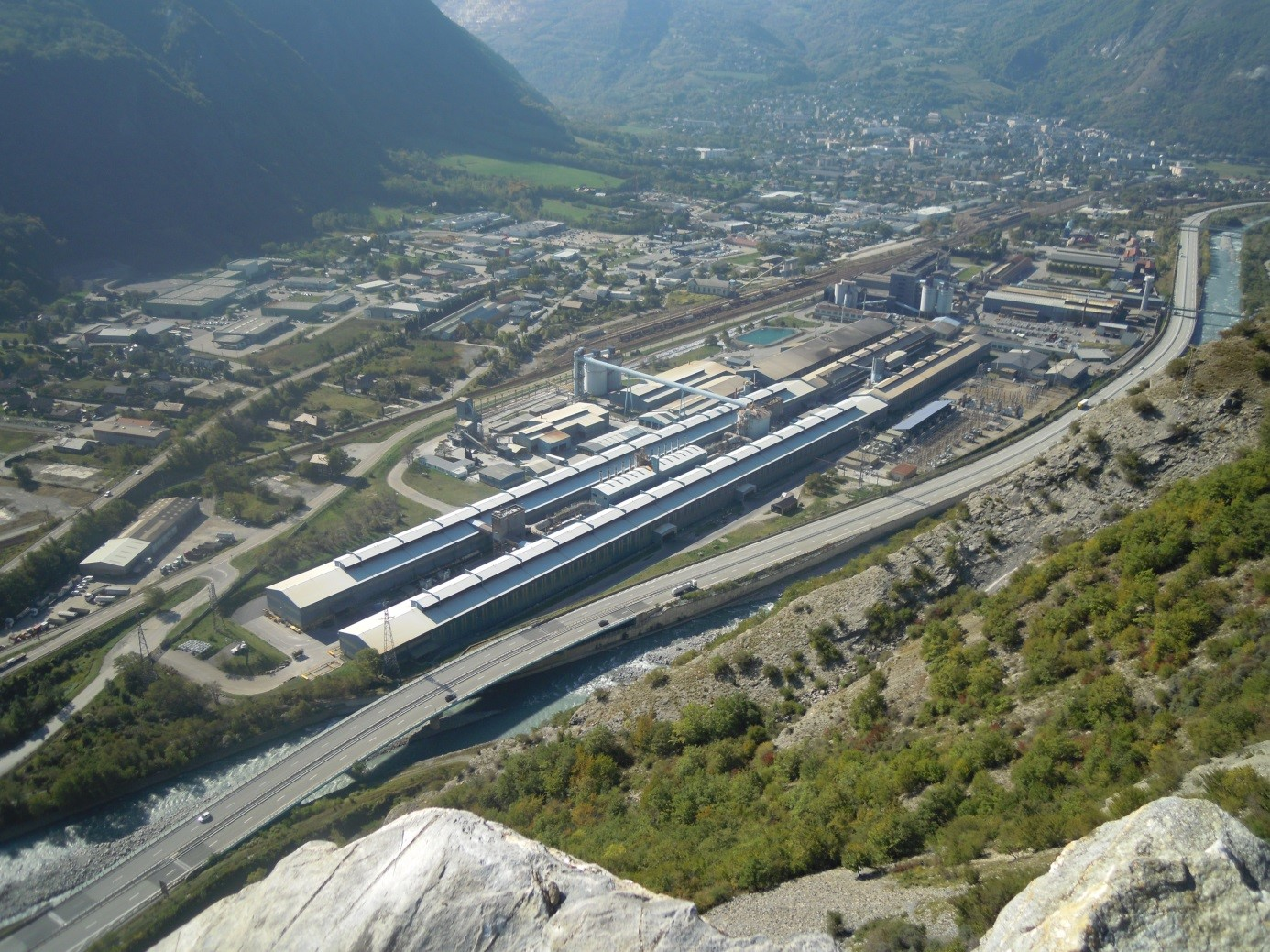
Vue d'ensemble de Saint-Jean en 2018.

4. Les repreneurs successifs après la privatisation d’Aluminium Pechiney en 1990 ont été Alcan puis Rio Tinto. La situation s’est avérée très critique au début des années 2010. Le pire était alors à craindre si les calculs de rentabilité amenaient à privilégier la littoralisation des nouvelles installations. Tel avait été le cas lorsqu'il avait été arbitré entre la reconstruction sur place de Noguères, sur le gisement du gaz de Lacq et la création d'une nouvelle usine sur le port de Dunkerque. C’est avec un très grand soulagement qu’a été accueillie la proposition de rachat de Rio Tinto par l’Allemand Trimet en association avec EDF. Non seulement Saint-Jean voit son avenir assuré pour un nouveau bail mais l’investisseur a décidé de porter la production à 145 000 tonnes, soit 40 % de la production nationale, les 60 % allant à Dunkerque[42].

#### À l'aval de la production quantifiée d'aluminium
L'usine des Plans a donc fêté son centenaire en 2007. Le secret de cette longévité tient sans doute en partie à une politique volontariste comme ce fut le cas lors de la nationalisation de 1983. Il est cependant permis de l'interpréter comme la récompense d'une volonté opiniâtre de rester à la pointe de l'innovation grâce au laboratoire créé en 1959 au sein de l'usine de Saint-Jean. Il est très significatif que, dans le même temps où Rio Tinto se désengageait en Maurienne, il décidait d'y conserver la propriété de ce « Laboratoire de recherche des fabrications » dans lequel œuvrent toujours 70 chercheurs en 2018 avec le triple objectif d'« augmenter les capacités de production, d'optimiser notre efficacité énergétique et de réduire nos émissions de gaz à effet de serre et de fluorure ».
De tous temps, l'usine de Saint-Jean-de-Maurienne s'est efforcée de compenser le handicap des frais de transport (il faut deux tonnes d'alumine pour une tonne de métal), et la perte de la rente énergétique depuis la nationalisation de ses centrales par EDF en valorisant le métal par sa première transformation : vers 1970, la moitié des ventes était constituée de plaques destinés aux laminoirs pour les produits plats, de fil-machine travaillé ensuite en tréfilerie, et, pour moindre partie de billettes dont sont tirés les produits ronds. La même politique a été reprise par Trimet qui a inscrit dans ses 180 millions d'investissements fil-machine, barres et plaques en forme de T ainsi qu'une chaîne de production de lingots d’alliages pour répondre à des besoins spécifiques de l'industrie automobile.
L'usine d'aluminium a induit l'existence ou le développement d'un petit monde de PME à Saint-Jean-de-Maurienne. Le plus bel exemple en est l'entreprise Clauser, fondée en 1963 et passée maître dans l'équipement des fours électriques et des cuves d'électrolyse. Elle n'a trouvé ses aises qu'en se délocalisant en 1971 dans la zone industrielle proche de Pontamafrey. Elle emploie en Maurienne 78 personnes mais elle est sans doute la seule entreprise à avoir assuré la promotion de la vallée loin de ses bases : deux filiales ont été créées : celle de Dunkerque en 1989 avec 50 emplois et celle de Dubaï avec 80 emplois, à partir de laquelle elle rayonne sur le Qatar, Bahrein et Oman.

#### Les mutations humaines
La présence de l’usine d’aluminium dans une vallée menacée de désertification industrielle a évité à Saint-Jean-de-Maurienne le déclin démographique qui menace tant de villes de province et lui a valu de conforter son rôle administratif comme sous-préfecture, à l’inverse de Moûtiers en Tarentaise, et ses équipements scolaires comme le lycée Paul Héroult. Elle a plus que triplé sa population depuis le dernier recensement avant la création de l’usine des Plans : 3 081 habitants à cette date contre 9 746 à son maximum en 1982 et un déclin limité depuis (7 809 en 2015). Son aire urbaine, qui inclut en particulier le petit millier d’habitants de la commune contiguë de Villargondran est évaluée à 11 889 habitants. Sans doute cette courbe de croissance n’épouse-t-elle pas fidèlement celle de l’embauche dans la grande usine : avec près de 650 emplois en 2018 (contre 450 en 2013) on est loin des 1 211 de 1940 du fait de la modernisation des installations, de l’automatisation des tâches et donc des gains de productivité. La physionomie de la ville n’en a pas moins été profondément transformée du fait de la fixation de la main-d’œuvre dans le périmètre de la commune avec un certain retard toutefois. La paysannerie des hautes vallées comme l’Arvan, les Villards ou le Bugeon ne manifestait aucun empressement à œuvrer sur les cuves d’électrolyse. Leur fonctionnement était surtout estival, en rapport avec la marche des centrales hydroélectriques. Or c’était la saison où les travaux des champs et la montée en alpage requérait leur présence sur l’exploitation. Il fallait donc pallier cette carence par l’embauche d’une main-d’œuvre italienne immigrée, qui répugnait elle-même à se fixer et se contentait de vivre dans des baraquements précaires aux portes de l’usine. Les Vénéto-Frioulans, dont le territoire avait beaucoup souffert des combats de la Grande guerre, furent particulièrement nombreux entre les deux guerres. La paysannerie mauriennaise n’a cédé à l’attrait du travail salarié en usine qu’à partir de 1936, à l’avènement du Front populaire. La loi sur les 40 heures de travail hebdomadaire, combinée au système des trois huit, permettait aux habitants de la montagne de concilier travaux des champs et en usine car dans le même temps était organisé le ramassage par autocar. À la fin des années 1930 naît vraiment le genre de vie ouvrier-paysan. Une cinquantaine sont recrutés dans le bassin de La Chambre et 260 descendent de l’Arvan. C’est cependant après la Seconde Guerre mondiale qu’est entrepris de manière systématique l’effort de construction des cités en vue de fixer la main-d’œuvre à proximité de l’usine : « Il faut importer une main-d’œuvre digne de nos efforts et mériter la confiance que nous fait encore le personnel en place.. Il faut bâtir. »... pour la plus grande satisfaction de ces migrants-alternants : ils sont de moins en moins nombreux à descendre de l’Arvan (30 en 1954) et plus aucun du bassin de La Chambre ou des Villards. Tout l’espace entre la vieille cité historique sur le cône du Bonrieu et le cours de l’Arc, soit le vaste cône de déjection de l’Arvan est urbanisé sous forme de pavillons.

## Politique et administration
La ville de Saint-Jean-de-Maurienne est une sous-préfecture de la Savoie. L'arrondissement de Saint-Jean-de-Maurienne est divisé en six cantons :
- canton d'Aiguebelle ;
- canton de La Chambre ;
- canton de Lanslebourg-Mont-Cenis ;
- canton de Modane ;
- canton de Saint-Jean-de-Maurienne ;
- canton de Saint-Michel-de-Maurienne.

La ville de Saint-Jean-de-Maurienne fait partie de la troisième circonscription de la Savoie.
C'est également la ville la plus importante de la communauté de communes Cœur de Maurienne Arvan.

### Tendances politiques et résultats
Traditionnellement, Saint-Jean-de-Maurienne a été un fief de la gauche socialiste, dès les années 1930, en raison de l'importance de son bassin d'emploi ouvrier. Ainsi, Roland Merloz en a été le maire socialiste de 1977 à 2008. Mais depuis les années 1990 et les mutations sociologiques de la Maurienne (départ des usines, multiplication des stations touristiques, diminution de la population surreprésentant les personnes âgées), le vote de droite a progressé ; un conseiller général UMP, Pierre-Marie Charvoz, est élu en 2001, Nicolas Sarkozy arrive en tête lors des deux tours de l'élection présidentielle de 2007, avec respectivement 33,5 % et 56,62 %, et, en 2008, Pierre-Marie Charvoz remporte les élections municipales.

### Administration municipale
Le conseil municipal de Saint-Jean-de-Maurienne compte 29 membres ; il est composé d'un maire, de huit adjoints, de sept conseillers délégués et de treize conseillers municipaux.
Lors des élections municipales de mars 2020, le taux de participation du premier tour fut de 50,09 % sachant que l'on dénombre un total de 4 831 inscrits sur toute la commune. Le nombre de votants s'est élevé à 2 420 voix dont 2 354 se sont exprimées. Dès le premier tour, la liste Saint-Jean - Réunis pour l'Avenir, avec à sa tête Philippe Rollet, a recueilli la majorité des suffrages (56,45 %, soit 1 329 voix) et remporte ainsi 23 sièges. Elle est suivie par la liste « Vivre Ensemble Saint-Jean » menée par le maire sortant Pierre-Marie Charvoz, qui a reçu 28,63 % des suffrages soit 674 voix et se voit donc attribuer 4 sièges. En troisième position, la liste « Rassemblement pour Saint-Jean », avec à sa tête Marie Dauchy a obtenu 14,91 % des suffrages soit 351 voix et se voit attribuer 2 sièges.
La répartition des sièges au sein du Conseil municipal de Saint Jean de Maurienne est la suivante :

### Liste des maires
| Période                                  | Période  | Identité             | Étiquette               | Qualité                    |
| ---------------------------------------- | -------- | -------------------- | ----------------------- | -------------------------- |
| 1945                                     | 1953     | Florimond Girard     | UNR                     | Conseiller général, député |
| 1953                                     | 1971     | Samuel Pasquier      | UNR                     | Maire                      |
| 1971                                     | 1977     | Charles Gubian       | UNR                     | Maire                      |
| 1977                                     | 2008     | Roland Merloz        | PS                      | Conseiller général         |
| mars 2008                                | mai 2020 | Pierre-Marie Charvoz | UMP puis UDI, puis LREM | Maire/Conseiller général   |
| mai 2020                                 | En cours | Philippe Rollet      |                         |                            |
| Les données manquantes sont à compléter. |          |                      |                         |                            |

### Jumelages

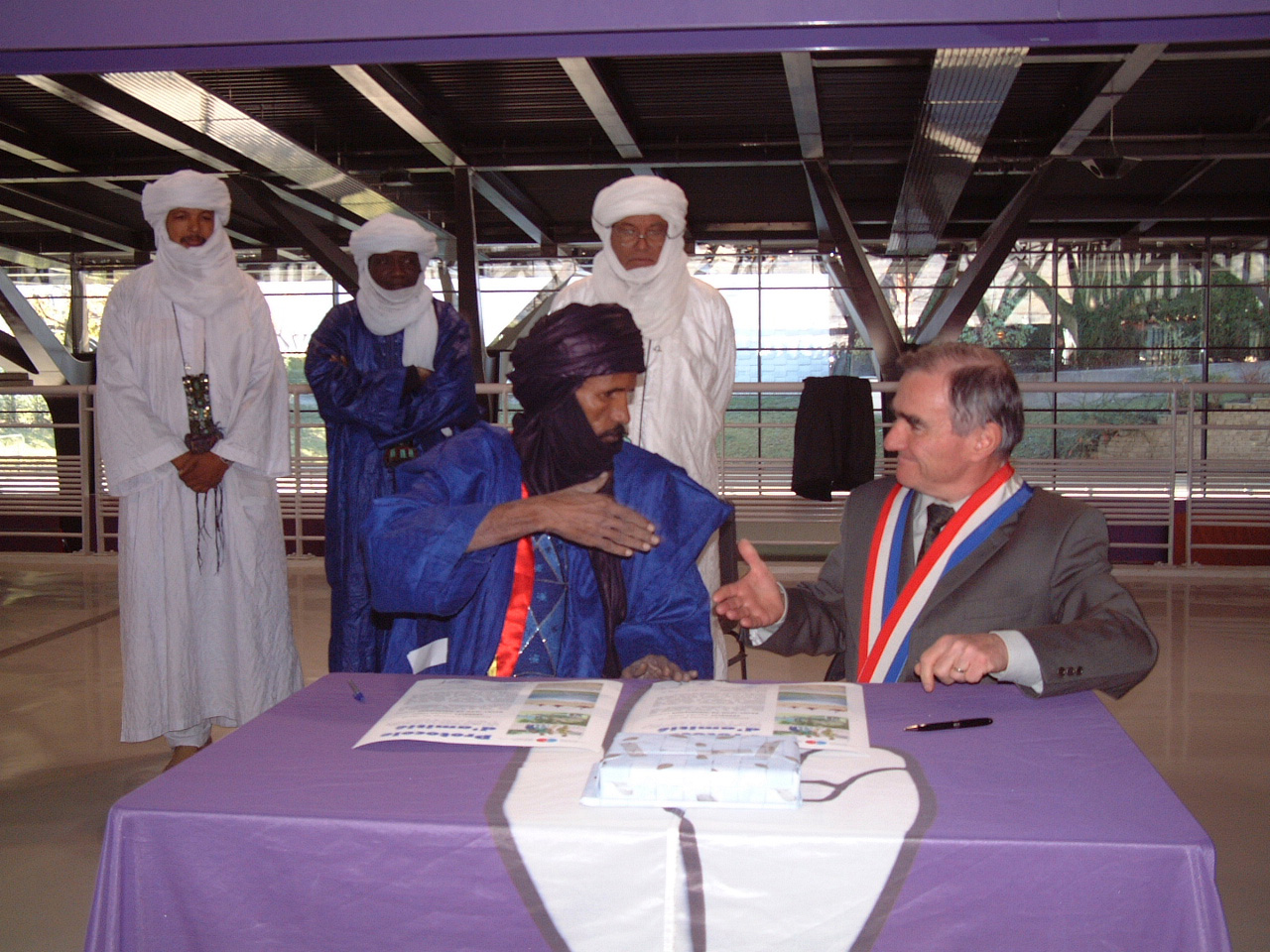
19/11/2005, signature du protocole d'amitié avec Tessalit au Mali.

Voici la liste des villes ayant passé un jumelage avec la commune de Saint-Jean-de-Maurienne :
- Bad Wildungen (Allemagne) depuis 1991 ;
- Dzolo (en) (Togo) depuis 1986 ;
- Tessalit (Mali) depuis 2005 ;
- Giaveno (Italie) depuis 2013.

## Population et société
Les habitants de la commune sont appelés les Saint-Jeannais.

### Démographie

#### Évolution démographique
L'évolution du nombre d'habitants est connue à travers les recensements de la population effectués dans la commune depuis 1793. Pour les communes de moins de 10 000 habitants, une enquête de recensement portant sur toute la population est réalisée tous les cinq ans, les populations de référence des années intermédiaires étant quant à elles estimées par interpolation ou extrapolation. Pour la commune, le premier recensement exhaustif entrant dans le cadre du nouveau dispositif a été réalisé en 2005.

En 2022, la commune comptait 7 524 habitants, en évolution de −3,46 % par rapport à 2016 (Savoie : +3,63 %, France hors Mayotte : +2,11 %).
| 1793  | 1800  | 1806  | 1822  | 1838  | 1848  | 1858  | 1861  | 1866  |
| ----- | ----- | ----- | ----- | ----- | ----- | ----- | ----- | ----- |
| 2 005 | 2 240 | 2 371 | 2 550 | 3 084 | 2 837 | 3 471 | 3 254 | 3 088 |

| 1872  | 1876  | 1881  | 1886  | 1891  | 1896  | 1901  | 1906  | 1911  |
| ----- | ----- | ----- | ----- | ----- | ----- | ----- | ----- | ----- |
| 3 121 | 3 087 | 2 987 | 3 068 | 3 114 | 3 278 | 3 081 | 3 110 | 3 327 |

| 1921  | 1926  | 1931  | 1936  | 1946  | 1954  | 1962  | 1968  | 1975  |
| ----- | ----- | ----- | ----- | ----- | ----- | ----- | ----- | ----- |
| 3 794 | 4 156 | 4 456 | 5 201 | 5 886 | 6 676 | 7 404 | 8 685 | 9 746 |

| 1982  | 1990  | 1999  | 2005  | 2006  | 2010  | 2015  | 2020  | 2022  |
| ----- | ----- | ----- | ----- | ----- | ----- | ----- | ----- | ----- |
| 9 639 | 9 439 | 8 902 | 8 731 | 8 685 | 8 242 | 7 809 | 7 560 | 7 524 |

#### Pyramide des âges
La population de la commune est relativement âgée. En 2018, le taux de personnes d'un âge inférieur à 30 ans s'élève à 29,7 %, soit au-dessous de la moyenne départementale (33,6 %). À l'inverse, le taux de personnes d'âge supérieur à 60 ans est de 35,2 % la même année, alors qu'il est de 26,7 % au niveau départemental.
En 2018, la commune comptait 3 566 hommes pour 4 117 femmes, soit un taux de 53,59 % de femmes, largement supérieur au taux départemental (51,04 %).
Les pyramides des âges de la commune et du département s'établissent comme suit.
| Hommes | Classe d’âge | Femmes |
| ------ | ------------ | ------ |
| 1,6    | 90 ou +      | 3,1    |
| 10,1   | 75-89 ans    | 15,4   |
| 19,6   | 60-74 ans    | 20,0   |
| 21,4   | 45-59 ans    | 19,8   |
| 14,6   | 30-44 ans    | 14,4   |
| 16,9   | 15-29 ans    | 13,3   |
| 15,7   | 0-14 ans     | 14,0   |

| Hommes | Classe d’âge | Femmes |
| ------ | ------------ | ------ |
| 0,7    | 90 ou +      | 2      |
| 7,2    | 75-89 ans    | 9,9    |
| 17,1   | 60-74 ans    | 18     |
| 21,1   | 45-59 ans    | 20,4   |
| 18,9   | 30-44 ans    | 18,4   |
| 17,2   | 15-29 ans    | 15,1   |
| 17,7   | 0-14 ans     | 16,2   |

#### Ménages
Le nombre total de ménages à Saint-Jean-de-Maurienne est de 3 729. Ces ménages ne sont pas tous égaux en nombre d'individus. Certains de ces ménages comportent une personne, d'autres deux, trois, quatre, cinq voire plus de six personnes. Voici ci-dessous, les données en pourcentage de la répartition de ces ménages par rapport au nombre total de ménages.
| Ménages de :                | 1 personne | 2 pers. | 3 pers. | 4 pers. | 5 pers. | 6 pers. ou + |
| --------------------------- | ---------- | ------- | ------- | ------- | ------- | ------------ |
| Saint-Jean-de-Maurienne     | 32,9 %     | 31,8 %  | 16,8 %  | 13,4 %  | 3,5 %   | 1,6 %        |
| Moyenne Nationale           | 31 %       | 31,1 %  | 16,2 %  | 13,8 %  | 5,5 %   | 2,4 %        |
| Sources des données : INSEE |            |         |         |         |         |              |

### Enseignement

#### Maternelle
- École maternelle Aristide-Briand (publique) ;
- École maternelle des Clapeys (publique) ;
- École maternelle des Chaudannes (publique) ;
- École maternelle privée Saint-Joseph (fermée à la rentrée 2015-16).

#### Primaire
- École primaire Aristide-Briand (publique) ;
- École primaire des Clapeys (publique) ;
- École primaire des Chaudannes (publique) ;
- École primaire privée Saint-Joseph (fermée à la rentrée 2015-16).

#### Collège
- Collège public Maurienne ;
- Collège privé Saint-Joseph (fermé à la rentrée 2015-16).

#### Lycée
- Lycée Polyvalent Paul-Héroult qui propose des formations de la voie générale, technologique et professionnelle[59].

### Manifestations culturelles et festivités

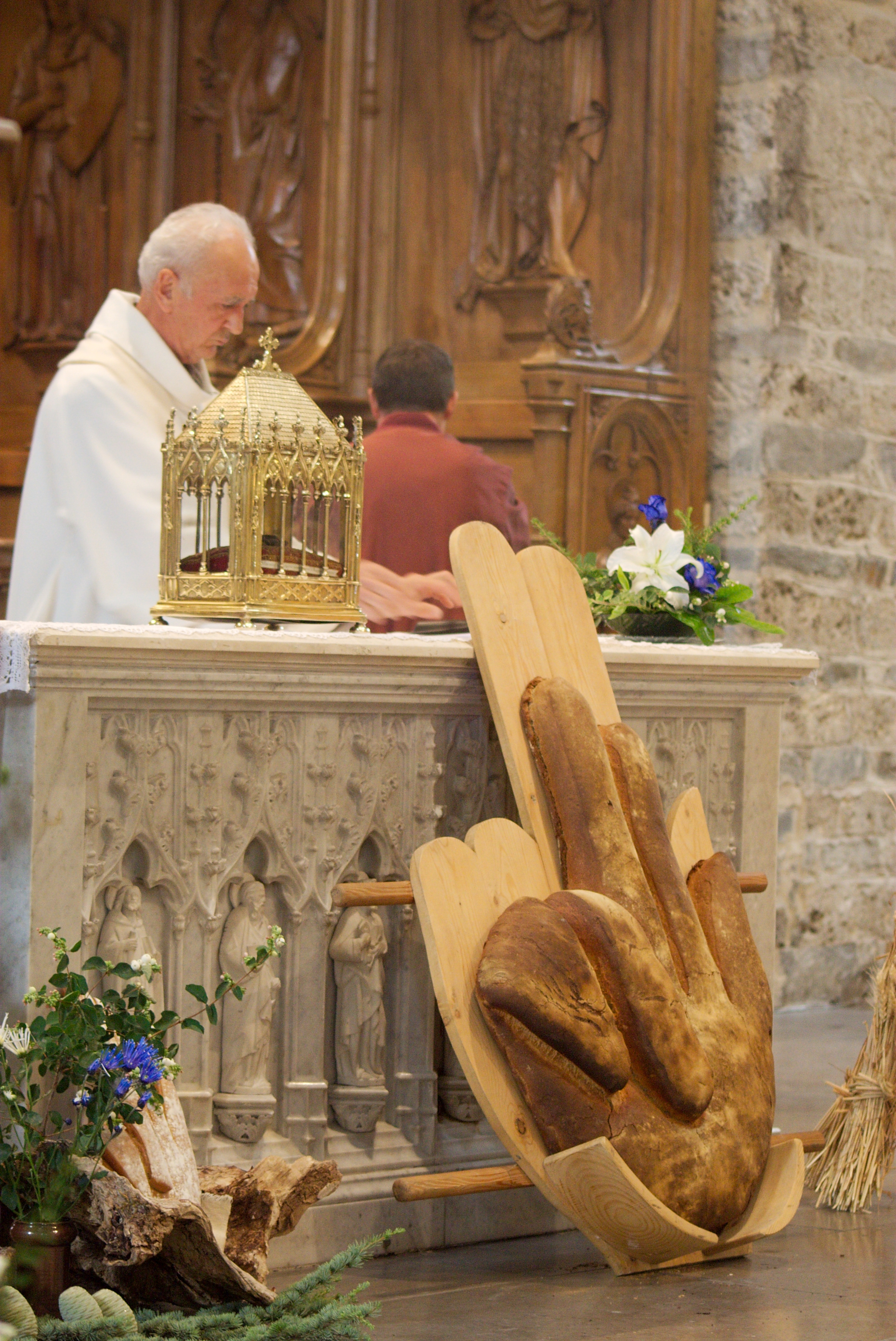
Reliques de saint Jean le Baptiste lors de la fête du pain.

- 2006, départ de l'étape du Tour de France cycliste jusqu'à Morzine, vainqueur Floyd Landis après une étape de 200,5 km.
- Fête de la musique samedi 20 juin 2009.
- Fête de la saint Jean samedi 27 et dimanche 28 juin 2009.
- Cinéma en plein air tous les mardis et spectacle tous les jeudis en juillet et août.
- Passage de multiples courses cyclistes tout au long de l'été (Classique des Alpes junior, Tour des Pays de Savoie, Critérium du Dauphiné Libéré, Tour de France).
- Fête du pain jeudi 6 août 2009.
- 10 km de Saint-Jean en octobre.
- Divers spectacles tout au long de l'année (théâtre, concerts...).
- Salon des vins et saveurs 3e week-end de novembre organisé par l'association verres et verines du cœur.

### Santé
La ville possède un centre hospitalier performant ainsi qu'une maternité et un EHPAD.

### Sports
Saint-Jean-de-Maurienne est située à proximité de certains des plus grands cols alpins, du domaine skiable Les Sybelles et du parc national de la Vanoise. Des activités sont disponibles pour les amateurs de sports-nature, aussi bien les randonneurs et les cyclistes que les skieurs. Saint-Jean-de-Maurienne permet de rejoindre les cols de la Croix-de-Fer, du Télégraphe, du Lautaret, du Grand Cucheron, de la Madeleine, du Glandon, de l'Iseran, du Mont-Cenis et du Galibier. La ville accueille régulièrement des courses cyclistes importantes telles que le Tour de France ou le Critérium du Dauphiné libéré.

#### Le Versus DIY Skatepark
L'association « Skate And Create » permet la création d'un espace appelé skatepark DIY (Do It Yourself, fais le toi-même) sous la forme de chantier participatif.
En 2017, le chantier débute à la Combe des Moulins où sont déjà présents des parcours accrobranche et terrains omnisports, le chantier dure jusqu'à l' automne 2021. Le skatepark fait plus de 2 000 m2 et possède une reconnaissance internationale, notamment grâce à des modules spécifiques, le « Volcano », où trône le plus grand couteau Opinel du monde, la « Porte de l'Enfer », un quarter de plus de 3 mètres de haut, des courbes suspendues et un loop. Les abords sont aménagés l'année suivante, notamment avec un espace street débutant. En 2022, il est envisagé la construction d'un « pumptrack » pour attirer les pratiquants de VTT.

### Médias
- Télévision locale : 8 Mont-Blanc - La Fibre Mauriennaise[60] ;
- Radio locale : Radio Montagne FM ;
- Télévision locale : Maurienne TV[61].

## Économie

### Emploi
Le taux de chômage, en 1999, pour la commune s'élève à 8,8 %, avec un nombre total de 359 chomeurs. Le taux d'activité entre 20 et 59 ans s'établit à 84 % ce qui est supérieur à la moyenne nationale qui est de 82,2 %. On comptait 46 % d'actifs contre 19,1 % de retraités dont le nombre est légèrement supérieur à la moyenne nationale (18,2 %). Il y avait 21,9 % de jeunes scolarisés et 13 % de personnes sans activité.
Répartition des emplois par domaine d'activité
|                             | Agriculteurs | Artisans, commerçants, chefs d'entreprise | Cadres, professions intellectuelles | Professions intermédiaires | Employés | Ouvriers |
| --------------------------- | ------------ | ----------------------------------------- | ----------------------------------- | -------------------------- | -------- | -------- |
| Saint-Jean-de-Maurienne     | 0 %          | 6,9 %                                     | 7,5 %                               | 20,2 %                     | 28,7 %   | 36,8 %   |
| Moyenne nationale           | 2,4 %        | 6,4 %                                     | 12,1 %                              | 22,1 %                     | 29,9 %   | 27,1 %   |
| Sources des données : INSEE |              |                                           |                                     |                            |          |          |

### Entreprises de l'agglomération
Actuellement, une importante activité de fabrication d'aluminium par électrolyse de l'alumine existe encore grâce à une usine Trimet France.
- Trimet Aluminium SE (de),(ex-Pechiney) : l'usine a fêté ses 100 ans en 2007.

### Commerce
Avec le tourisme qui se développe grâce aux stations de sport d'hiver et à la proximité des grands cols des Alpes et du parc national de la Vanoise, afin que le commerce local trouve une nouvelle dynamique.[réf. nécessaire]

### Tourisme
En 2014, la capacité d'accueil de la commune, estimée par l'organisme Savoie Mont Blanc, est de 1 394 lits touristiques répartis dans 176 structures. Les hébergements marchands se répartissent comme suit : 6 hôtels ; une structure d'hôtellerie de plein air et une chambre d'hôtes.

## Culture locale et patrimoine

### Lieux et monuments

#### Période médiévale
- Le Tabellion ou Correrie : maison du juge Corrier nommé conjointement par le comte de Savoie et l'évêque. Construit après la révolte des Arves en 1326.
- La rue du Collège : rue médiévale, dernier exemple de boutiques des XVe et XVIe siècles.
- Tour de la Fournache, tour de défense et observation de la vallée de la Maurienne.

#### Période contemporaine
- Le théâtre Gérard-Philipe : architecture typique des années 1930.

#### Monuments religieux

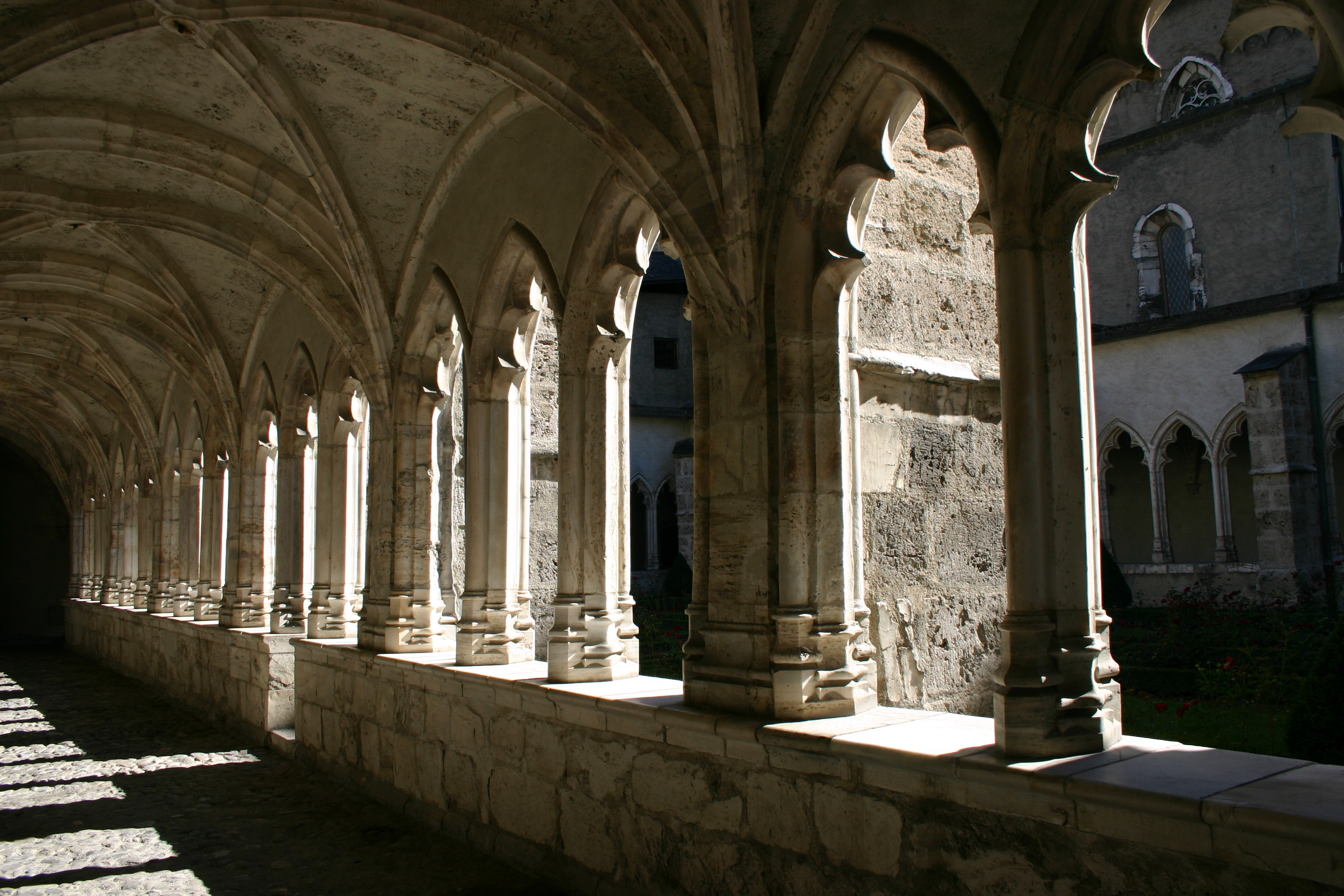
Le cloître.

- La cathédrale Saint-Jean-Baptiste, place de la Cathédrale : singulier mélange de styles et d'époques. Son origine remonte au XIe siècle.  Classé MH (1906).
  - La crypte : bâtie au début de la période romane et redécouverte en 1958.
  - Les stalles de la cathédrale : achevé en 1498, ce chef-d'œuvre de l'art gothique en bois de noyer est attribué à Pierre Mochet.
  - Le cloître : situé entre la cathédrale et le réfectoire des chanoines, son origine remonte à 1450. Classé aux Monuments historiques en 1933.
  - Le clocher : ancien donjon capitulaire ayant perdu sa flèche gothique et ses quatre clochetons en 1794.  Classé MH (1933).
- Église Notre-Dame, place de la Cathédrale : ancienne église paroissiale, fermée aujourd'hui au public, son origine remonte au XIe siècle. Le clocher, aujourd'hui séparé de l'église, en était l'entrée.  Classé MH (1966).
- Palais épiscopal de Maurienne ou Ancien évêché[65] : remanié au XVIIIe siècle et classé « bâtiment communal » depuis 1905. Le grand salon est un bel exemple d'art baroque.
- Couvent des Bernardines de Saint-Jean-de-Maurienne.
- Chapelle Bonne-Nouvelle : lieu de pèlerinage de style baroque avec des ex-voto. Table d'orientation.
- Chapelle du collège Saint-Joseph, 137, rue du Collège. Chapelle baroque située dans le collège Saint-Joseph (anciennement collège Lambertain, fondé en 1534).
- Chapelle Notre-Dame-de-Délivrance, D110 (la Combe des Moulins).
- Chapelle Notre-Dame du Travail, rue Jean Moulin aux Chaudannes.
- Chapelle Saint-Joseph, rue des Écoles.

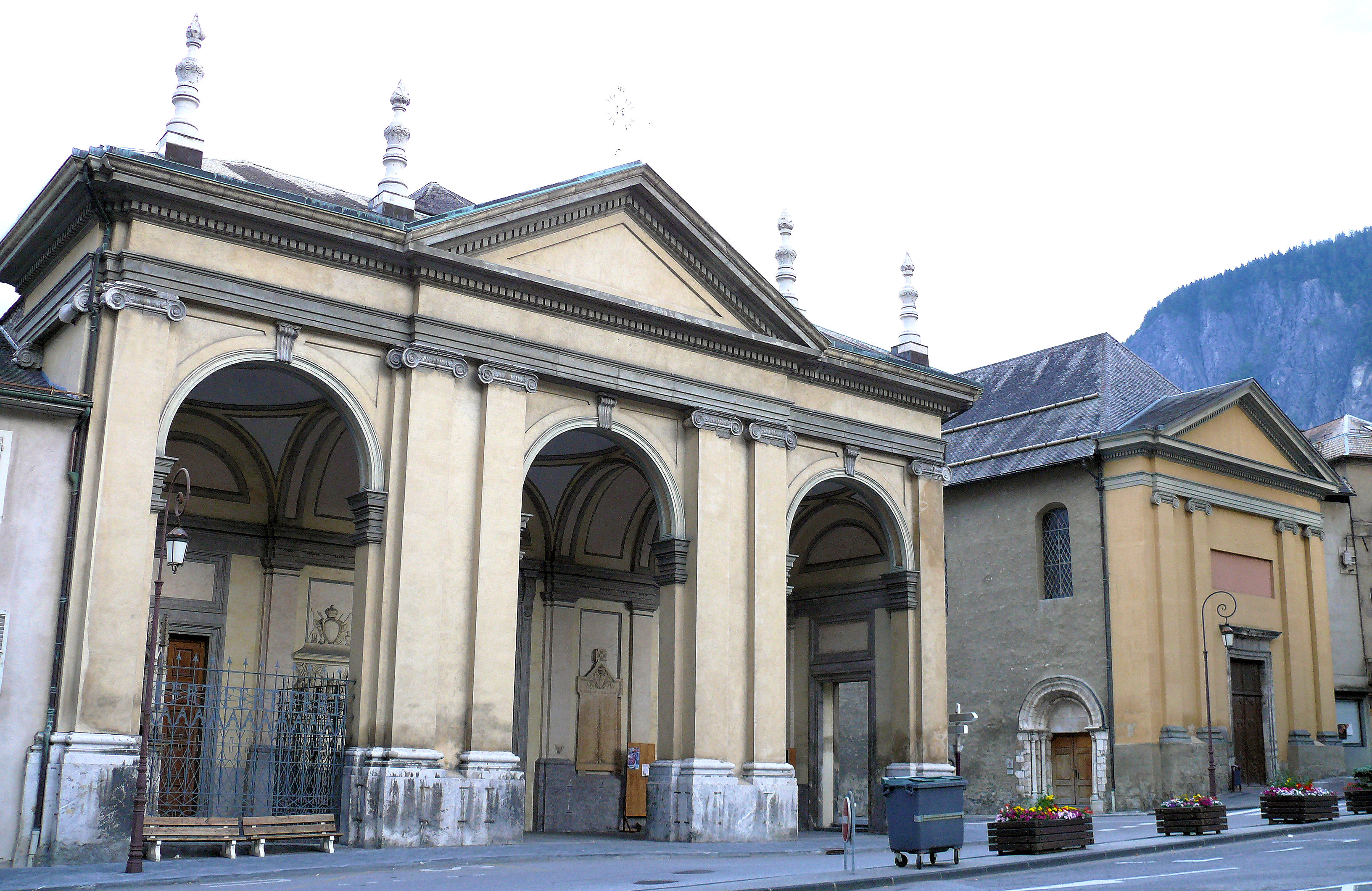
La cathédrale Saint-Jean-Baptiste et l'église Notre-Dame.
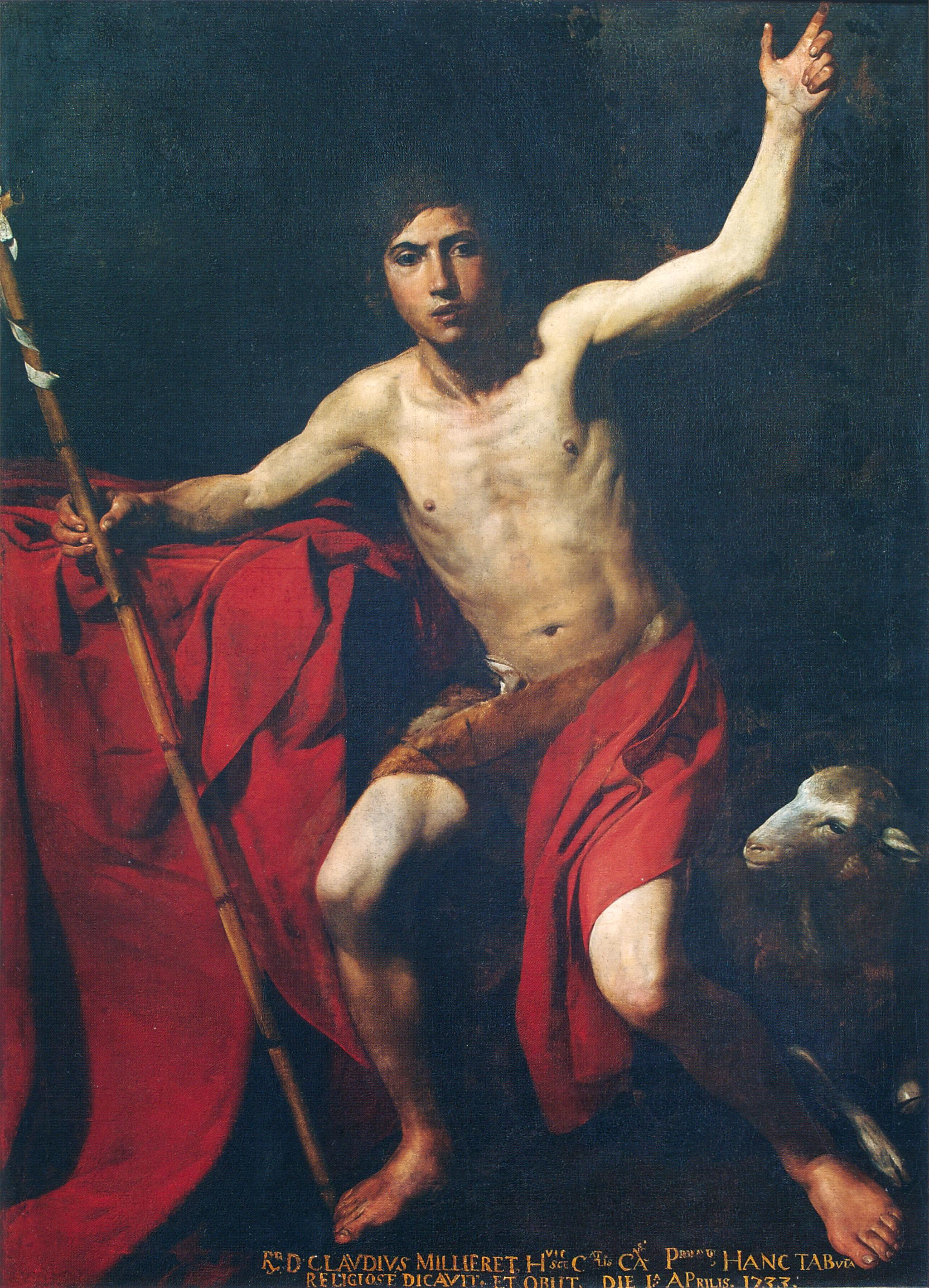
Valentin de Boulogne,Saint Jean-Baptiste,La cathédrale Saint-Jean-Baptiste.
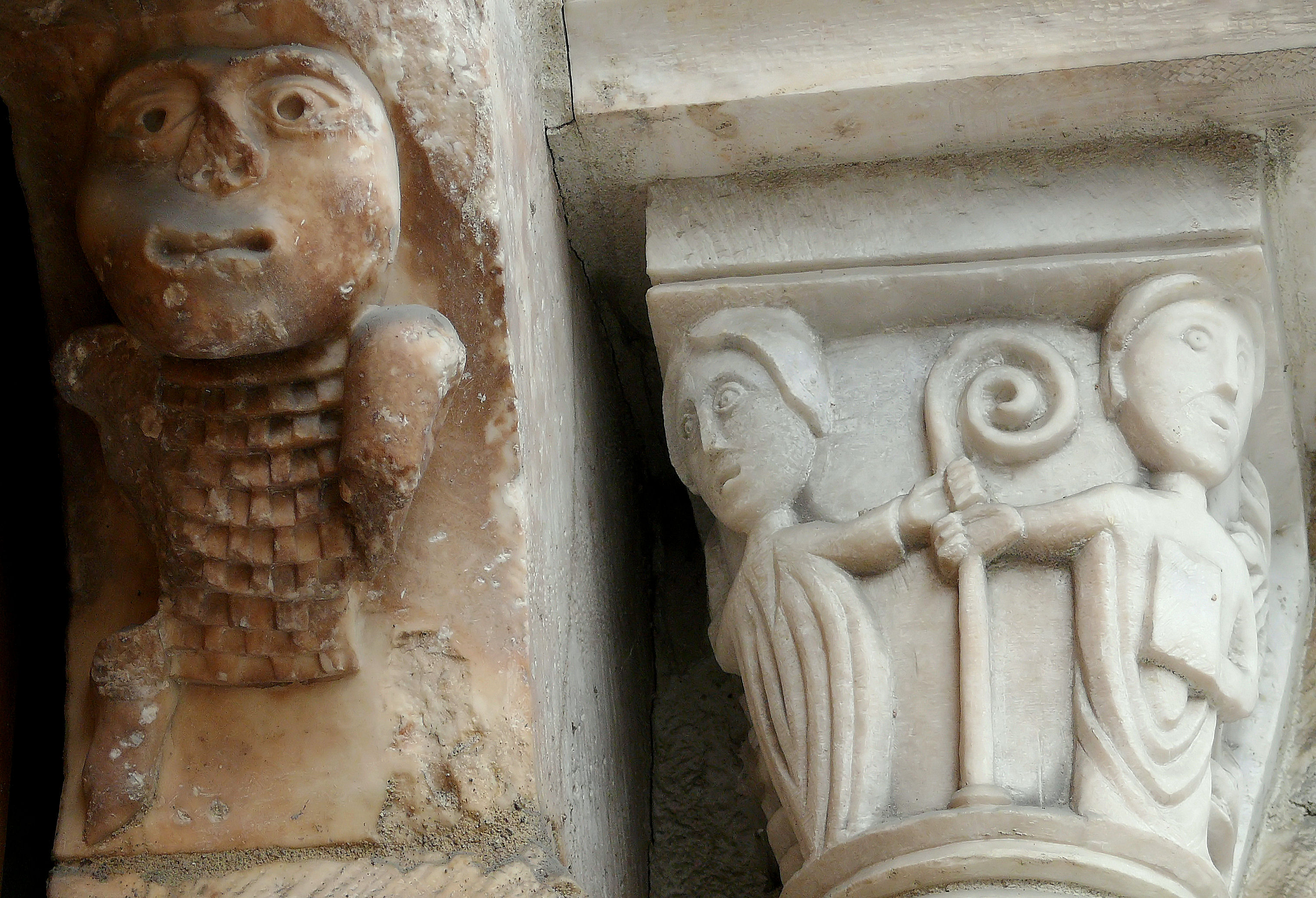
Détail du portail roman de l'église Notre-Dame.
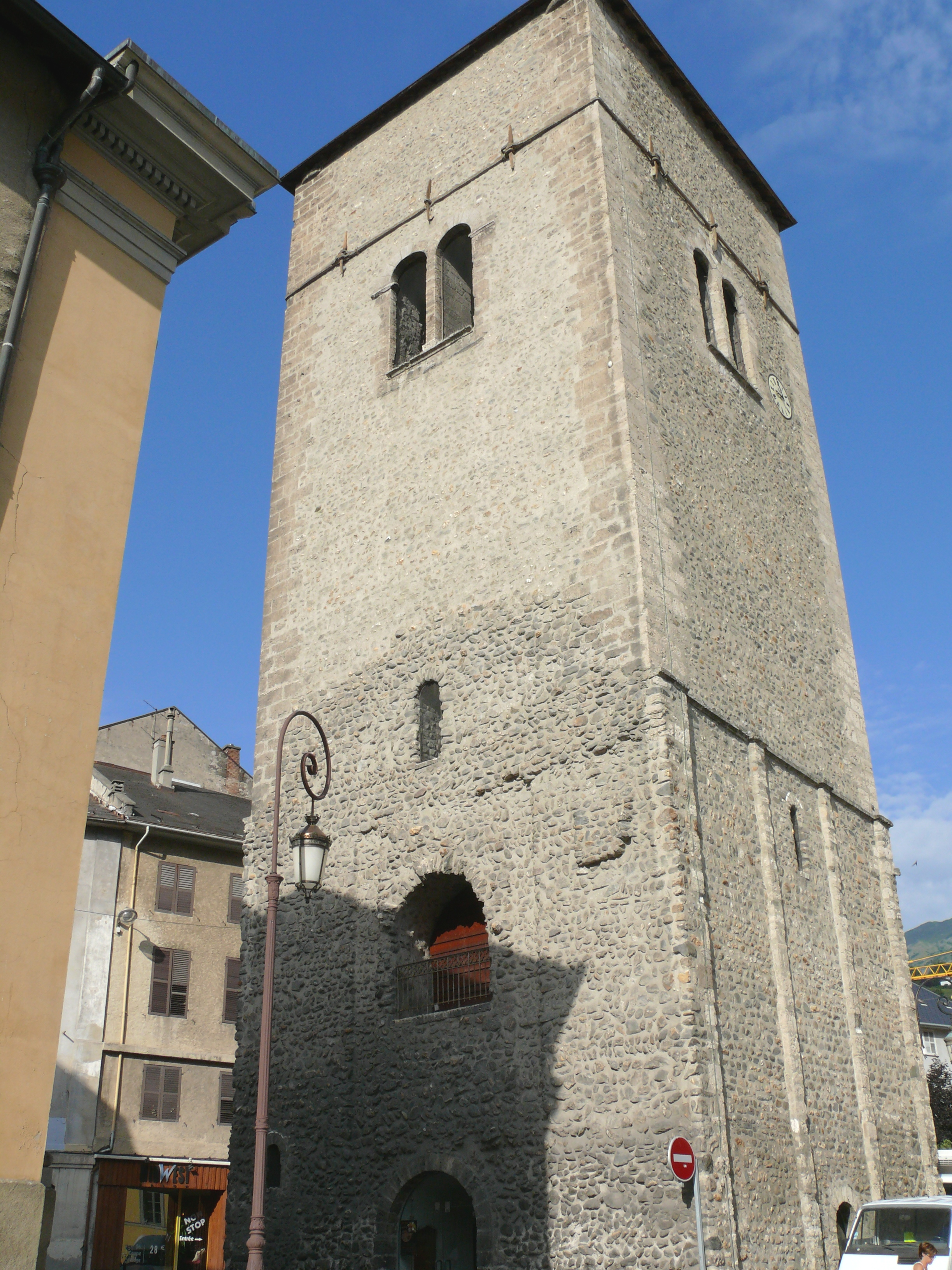
Tour, ancien clocher de l'église Notre-Dame.
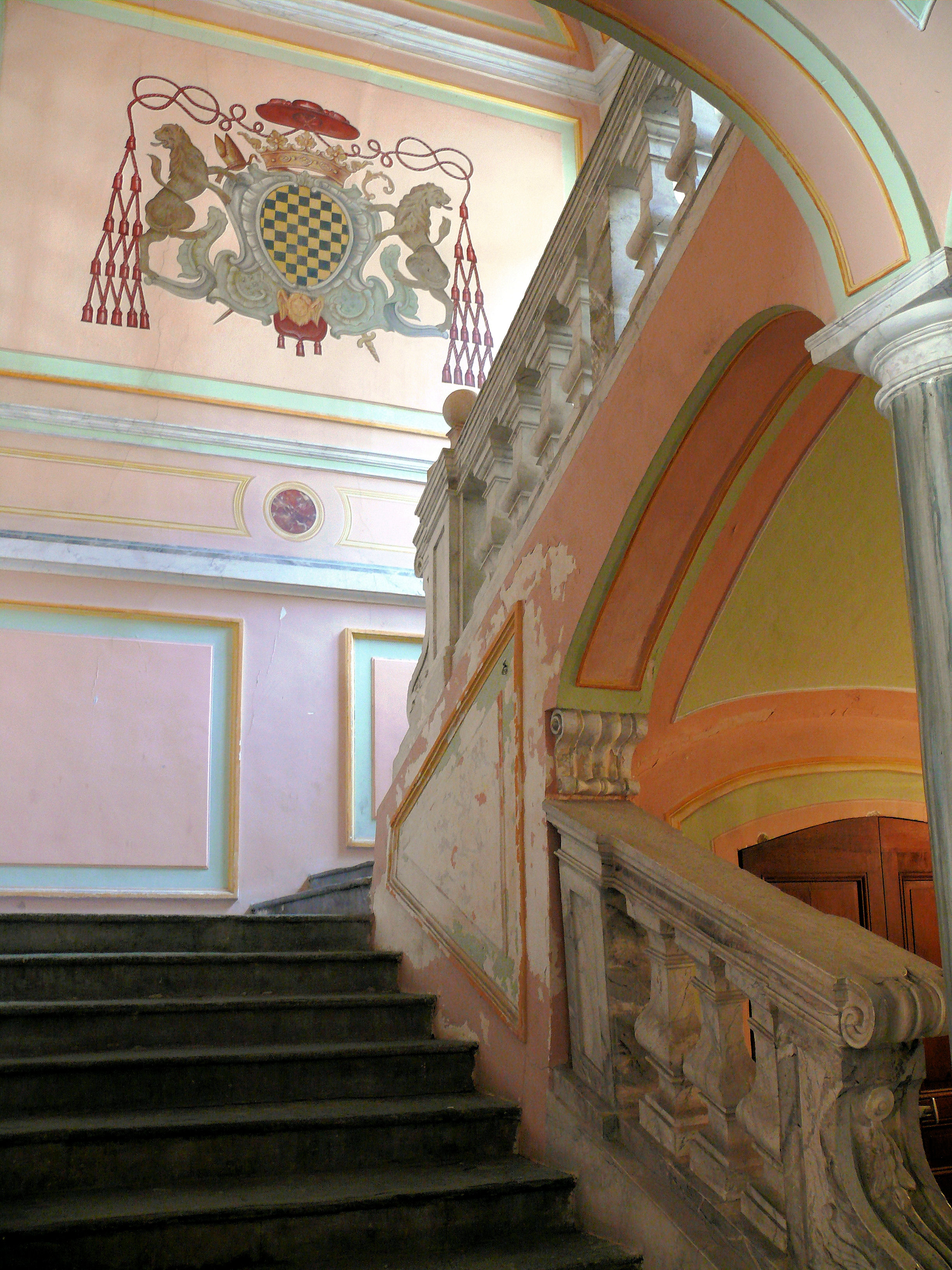
Escalier de l'ancien palais des évêques.

#### Espaces verts

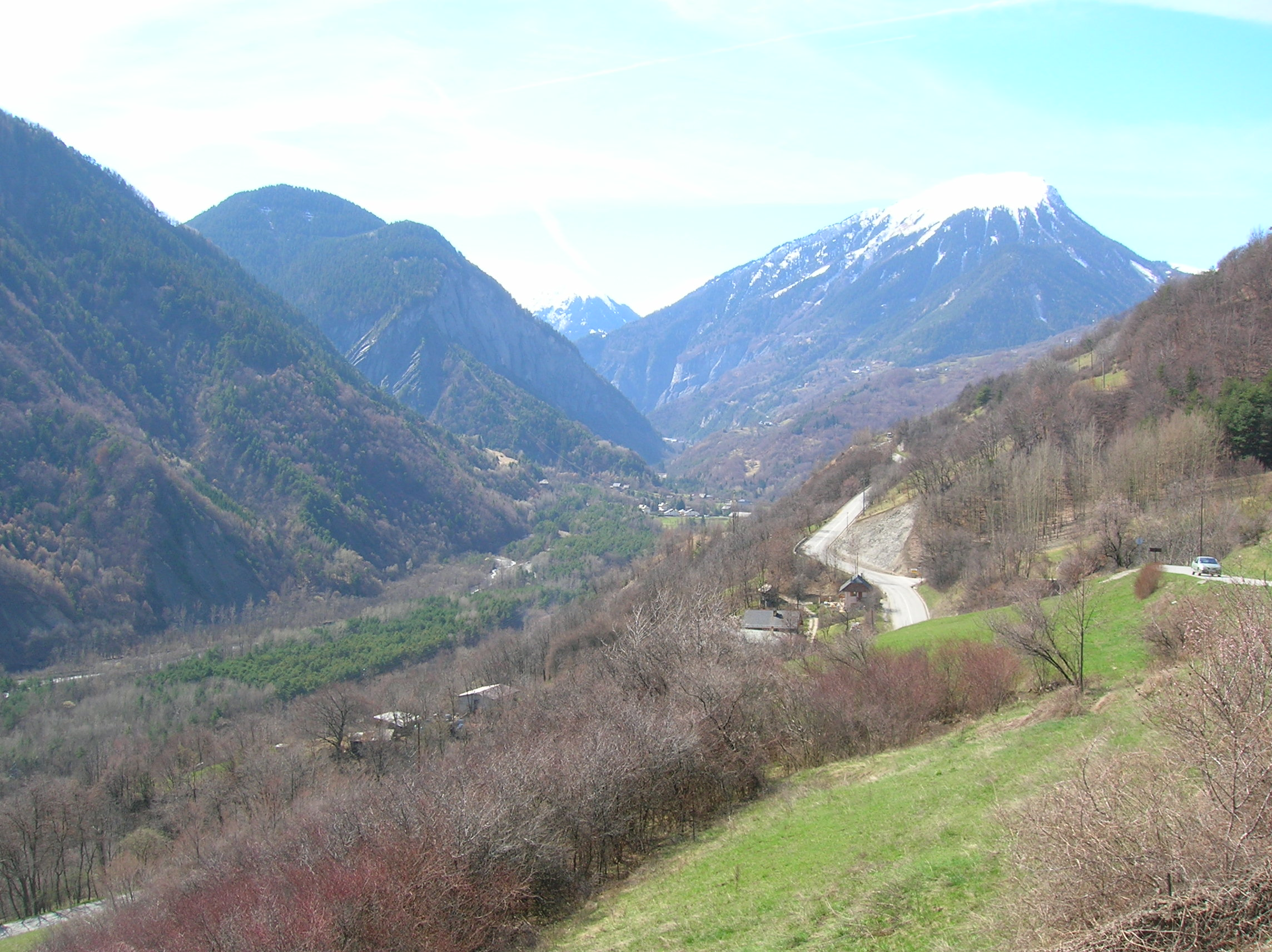
Vallée de l'Arvan.

Le clos Carloz et la zone de loisirs de la Combe sont les principaux espaces verts de la ville. Il existe également le Jardin de l'Europe et le jardin Saint-Ayrald.

### Patrimoine culturel
La commune possède plusieurs musées :
- Musée des costumes, arts et traditions populaires de Maurienne : ce musée présente de nombreux costumes traditionnels de Saint-Jean-de-Maurienne et de toute la vallée, et témoigne de la vie en Maurienne autrefois[66] ;
- Musée de l'Opinel : l'histoire du fameux petit couteau imaginé en 1890 par Joseph Opinel et diffusé sur tous les continents ;
- Musée du Mont Corbier : toute l'histoire de la liqueur, de l'alambic à l'invention du Mont Corbier par l'abbé Guille en 1888.

Associations culturelles notables :
- Société d'histoire et d'archéologie de Maurienne.

### Espaces verts et fleurissement
En 2014, la commune de Saint-Jean-de-Maurienne bénéficie du label « ville fleurie » avec « trois fleurs » attribuées par le Conseil national des villes et villages fleuris de France au concours des villes et villages fleuris.

### Personnalités liées à la commune
Naissance sur la commune :
- v. 650-v.750, saint Thomas de Farfa, dit de Maurienne (it), abbé de Farfa[68]. Célébré le 10 décembre.
- Nicolas Martin, auteur de Noelz en franco-provençal imprimés à Lyon en 1555.
- Antoine Rochaix (1762-1836), évêque de Moûtiers-Tarentaise (1828-1836).
- François-Emmanuel Fodéré (1764-1835), créateur de la médecine légale (une statue orne la place Fodéré au centre-ville).
- Antoine Brun-Rollet (1810-1858), commerçant et explorateur au Soudan.
- Jean-Baptiste Finet (1813-1892), magistrat, conseiller à la Cour de Chambéry[69], officier d'Académie, chevalier de la Légion d'honneur[70] et de l'Ordre royal de la couronne d'Italie.
- André Folliet (1838-1905), avocat, historien de la Savoie et homme politique, député de la Haute-Savoie puis sénateur de la Haute-Savoie.
- Joseph Opinel (1872-1960), créateur du couteau Opinel.
- Henri Falcoz (1884-1936), homme politique.
- Pierre Balmain (1914-1982), couturier.
- Jean Baghe (1927-1992), militant ouvrier, chrétien et socialiste de la vallée de la Maurienne.
- Pierre Fournier, (1937-1973), journaliste et dessinateur pamphlétaire français.
- Catherine Sola (1941-2014), actrice.
- Jean-Noël Augert, né en 1949, skieur alpin.
- Kamel Belghazi, né en 1970, acteur.
- Damien Saez, né en 1977, chanteur, auteur, compositeur, interprète.
- Jean-Pierre Vidal, né en 1977, skieur alpin.
- Pierre-Emmanuel Dalcin, né en 1977, skieur alpin.
- Christophe Josse, journaliste sportif.
- Gérald Nguyễn, acteur, né à Saint-Jean-de-Maurienne[71].
- Jean-Baptiste Grange, né en 1984, skieur alpin, spécialiste des disciplines techniques du ski et particulièrement du slalom.

Autres personnalités :
- Évêques de Saint-Jean-de-Maurienne du VIe siècle à 1966.
- Jean-François Nicot (1828-1903), pédagogue français, a été Inspecteur de l'enseignement primaire à Saint-Jean-De-Maurienne de 1862 à 1867.
- Francesco Gallo (INIS), peintre et sculpteur calabrais, vivant à Saint-Jean-de-Maurienne.
- Pierre Dufour prêtre de la paroisse condamné en 2006 pour viols et agressions sexuelles.

### Héraldique
| Armes de Saint-Jean-de-Maurienne | Les armes de Saint-Jean-de-Maurienne se blasonnent ainsi : D'azur à la main bénissant d'argent, vêtue de même. Ce blason est d'abord celui du chapitre de la cathédrale, avant de devenir celui de la ville. Il a pour origine les reliques de saint Jean-Baptiste, apportées au VIe siècle : trois doigts de la main qui baptisa le Christ ; d'où le symbole de la main bénissant. Ce blason est désormais répandu dans une large partie du monde, sur la lame du couteau Opinel : la « main couronnée ». La main bénissant rappelle l'origine du couteau, près de Saint-Jean-de-Maurienne, et la couronne ducale signifie qu'il est désormais produit à Chambéry, capitale des ducs de Savoie. |